# Danh sách tập của Infinite Challenge
Xem thêm: Thử Thách Cực Đại
Infinite Challenge (Thử Thách Cực Đại, tiếng Hàn: 무한도전; Hanja: 無限挑戰; Romaja: Muhan Dojeon; gọi tắt là 무도 Mudo) là chương trình tạp kỹ thực tế của Hàn Quốc, được phát sóng vào thứ 7 hàng tuần trên kênh truyền hình MBC. Dù đã phát sóng hơn mười năm nhưng chương trình vẫn giữ được tỉ suất xem đài cao so với các chương trình khác cùng khung giờ. Mệnh danh là Chương trình quốc dân, là chương trình tiên phong trong thể loại hài-tạp kỹ thực tế của rất nhiều chương trình thực tế nổi tiếng khác sau này.
Dưới đây là danh sách tập của chương trình. Tính đến ngày 31 tháng 3 năm 2018, có 563 tập đã được phát sóng (chỉ tính mùa 4), đánh dấu kết thúc chương trình.

## Mùa 1
Mùa 1 của Thử thách Cực đại Infinite Challenge mang tên Thử thách Liều lĩnh Rash Challenge (무모한 도전, tên gốc của chương trình, tên hiện tại được sử dụng từ mùa 4). Format của mùa này là các thành viên phải thực hiện nhiều thử thách bất khả thi như chạy đua với xe lửa. Mùa 1 phát sóng được 27 tập.
- Thành viên cố định: Yoo Jae-suk, Jeong Hyeong-don & Noh Hong-chul
- Thành viên thường xuyên: Kim Sung-soo (tập 8) & Lee Kyun (tập 14)
- Thành viên thất bại: Pyo Young-ho (7 lần)
- Thành viên tạm thời: Park Myeong-su (tập 4~15)
- Ref: Park Mun-gi (National Association of Sport)

### 2005
| Mùa 1: Thử thách Liều lĩnh (Rash Challenge) | Mùa 1: Thử thách Liều lĩnh (Rash Challenge) | Mùa 1: Thử thách Liều lĩnh (Rash Challenge) | Mùa 1: Thử thách Liều lĩnh (Rash Challenge)                                        | Mùa 1: Thử thách Liều lĩnh (Rash Challenge) |
| #                                           | Episode #                                   | Ngày phát sóng                              | Tóm tắt                                                                            | Khách mời/Ghi chú                           |
| ------------------------------------------- | ------------------------------------------- | ------------------------------------------- | ---------------------------------------------------------------------------------- | ------------------------------------------- |
| 1                                           | 1                                           | 23 tháng 4 năm 2005                         | Tug-of-War Challenge (IC versus a Bull)                                            | Lee Jung                                    |
| 2                                           | 2                                           | 30 tháng 4 năm 2005                         | 100-Meter Sprint (IC versus a Train)                                               | Lee Byeong-Jin & Lee Kyun                   |
| 3                                           | 3                                           | 7 tháng 5 năm 2005                          | Motorboat versus Paddle Boat                                                       | Lee Byeong-Jin & Kim Jae-duk                |
| 4                                           | 4                                           | 14 tháng 5 năm 2005                         | Public Bath Challenge (Natural Speed versus Dipping Water with a Gourd)            | Lee Byeong-Jin, Park Myung-Soo              |
| 5                                           | 5                                           | 21 tháng 5 năm 2005                         | Dog-Paddle Swimming Challenge (IC versus a Dog)                                    | Eun Ji-won                                  |
| 6                                           | 6                                           | 28 tháng 5 năm 2005                         | Clothes-Washing Challenge (IC versus an Electronic Dehydrator)                     | Kim Sung-Soo                                |
| 7                                           | 7                                           | 4 tháng 6 năm 2005                          | Collecting Challenge (IC versus an Electronic Coin Collector)                      | Haha, Pyo Young-Ho                          |
| 8                                           | 8                                           | 11 tháng 6 năm 2005                         | Stand-Up Challenge (IC Members must remain standing in a circle during a bus ride) | Chae Geon, Kim Sung-Soo                     |
| 9                                           | 9                                           | 18 tháng 6 năm 2005                         | Car-Washing Challenge (IC versus an Automatic Car Wash)                            | Kim Chang-Ryeol                             |
| 10                                          | 10                                          | 25 tháng 6 năm 2005                         | Pump Challenge (IC versus an Automatic Water-Pump)                                 | Kim Jin                                     |
| 11                                          | 11                                          | 2 tháng 7 năm 2005                          | Digging Challenge (IC versus an Excavator)                                         | Kim Jong-Seok                               |
| 12                                          | 12                                          | 9 tháng 7 năm 2005                          | Special Coverage from Guam                                                         | Lee Byeong-Jin                              |
| 13                                          | 13                                          | 16 tháng 7 năm 2005                         | Special Coverage from Guam                                                         | Lee Byeong-Jin                              |
| 14                                          | 14                                          | 23 tháng 7 năm 2005                         | Make-a-Noise Challenge (IC versus a Siren used by the Firefighting Service)        | Lee Kyun                                    |
| 15                                          | 15                                          | 30 tháng 7 năm 2005                         | Mosquito-Catching Challenge (IC versus a Mosquito Repellent)                       | Park Myeong-su                              |
| 16                                          | 16                                          | 6 tháng 8 năm 2005                          | Summer Special: The Ghost-House Challenge                                          | Kim Jong-kook & Jewelry                     |
| 17                                          | 17                                          | 13 tháng 8 năm 2005                         | Bridquette Removal Challenge                                                       | Cha Seung-won & Kim Jin                     |
| 18                                          | 18                                          | 20 tháng 8 năm 2005                         | Special Coverage: Top 5 Highlights of 'Rash Challenge'                             |                                             |
| 19                                          | 19                                          | 27 tháng 8 năm 2005                         | Car Pushing Challenge (IC versus a Bulldozer)                                      | Lee Bum-Soo                                 |
| 20                                          | 20                                          | 3 tháng 9 năm 2005                          | Drag the Sled Challenge (IC versus a Sled Dogs)                                    | Kim Jong-kook                               |
| 21                                          | 21                                          | 10 tháng 9 năm 2005                         | Count 60 Seconds at High Altitude                                                  | Jung Jun Ha                                 |
| 22                                          | 22                                          | 17 tháng 9 năm 2005                         | IC versus Isper Ito ( Comedian)                                                    | Isper Ito & Jo Hye-Ryun                     |
| 23                                          | 23                                          | 24 tháng 9 năm 2005                         | IC versus Maria Sharapova ( Tennis Player)                                         | Maria Sharapova & Koo Jun-yup               |
| 24                                          | 24                                          | 1 tháng 10 năm 2005                         | IC versus Maria Sharapova ( Tennis Player)                                         | Maria Sharapova & Koo Jun-yup               |
| 25                                          | 25                                          | 8 tháng 10 năm 2005                         | Arm-Wrestling Challenge (IC versus a High-School Girl)                             | Gong Hyung-jin                              |
| 26                                          | 26                                          | 15 tháng 10 năm 2005                        | Apply Lipstick on a Carnival Ride                                                  | Sugar                                       |
| 27                                          | 27                                          | 22 tháng 10 năm 2005                        | Best of Season 1                                                                   |                                             |
| Season 1: Rash Challenge Run Ends           |                                             |                                             |                                                                                    |                                             |

## Mùa 2 & 3
Mùa 2 & 3 của Infinite Challenge mang tên Excessive Challenge (무리한 도전, Thử thách vô độ) và mùa 3 đổi tên thành Infinite Challenge-Master of Quiz (무한도전 퀴즈의달인, Thử thách cực đại - Bậc thầy giải đố). Format của mùa này tương tự như mùa 1 nhưng kèm theo các nhiệm vụ giải đố. 2 mùa tổng cộng phát sóng 26 tập.
- Thành viên cố định: Yoo Jae-suk, Jeong Hyeong-don & Noh Hong-chul
- Thành viên thường xuyên: Park Myeong-su (tập 5), Haha (tập 8), Jeong Jun-ha (tập 21)
- Thành viên thất bại: Jo Hye-ryun & Yun Jeong-soo (5 lần), Kim Sung-soo (7 lần) & Lee Yoon-suk (16 lần)

### 2005-2006
| Season 2: Excessive Challenge          | Season 2: Excessive Challenge | Season 2: Excessive Challenge | Season 2: Excessive Challenge                                                       | Season 2: Excessive Challenge                          |  |
| #                                      | Episode #                     | Ngày phát sóng                | Tóm tắt                                                                             | Khách mời/Ghi chú                                      |  |
| -------------------------------------- | ----------------------------- | ----------------------------- | ----------------------------------------------------------------------------------- | ------------------------------------------------------ |  |
| 28                                     | 1                             | 29 tháng 10 năm 2005          | Baseball Challenge (IC versus Bae-Myeong Senior High School Baseball Team)          | I-13                                                   |  |
| 29                                     | 2                             | 5 tháng 11 năm 2005           | Horse Racing (IC versus a Horse)                                                    |                                                        |  |
| 30                                     | 3                             | 12 tháng 11 năm 2005          | Firefighting Challenge (IC versus Fire Truck)                                       | Bong Tae-gyu                                           |  |
| 31                                     | 4                             | 19 tháng 11 năm 2005          | Firefighting Challenge (IC versus Fire Truck)                                       | Bong Tae-gyu                                           |  |
| 32                                     | 5                             | 26 tháng 11 năm 2005          | Sweeper Challenge (IC versus Street Sweeper)                                        | Jo Hye-ryun, Yun Jeong-su & Park Myung-soo             |  |
| 33                                     | 6                             | 10 tháng 12 năm 2005          | Mental Calculation Challenge (IC versus The Civil Master)                           | Shindong, Lee Jung-hee & Ahn San-wang                  |  |
| Season 2: Excessive Challenge Run Ends |                               |                               |                                                                                     |                                                        |  |
| Season 3: Master of Quiz               |                               |                               |                                                                                     |                                                        |  |
| 34                                     | 1                             | 17 tháng 12 năm 2005          | Infinite Challenge - Master of Quiz Airs                                            | Na Kyung-eun (Yoo Jae-suk's Future Wife), Kim Sung-soo |  |
| 35                                     | 2                             | 24 tháng 12 năm 2005          | Christmas Special                                                                   | Haha                                                   |  |
| 36                                     | 3                             | 30 tháng 12 năm 2005          | A Year-End Special                                                                  |                                                        |  |
| 37                                     | 4                             | 7 tháng 1 năm 2006            | New Year's Day Special                                                              |                                                        |  |
| 38                                     | 5                             | 14 tháng 1 năm 2006           | Master of Quiz                                                                      |                                                        |  |
| 39                                     | 6                             | 21 tháng 1 năm 2006           | Grandmother's House Special                                                         |                                                        |  |
| 40                                     | 7                             | 28 tháng 1 năm 2006           | Chinese New Year Special                                                            |                                                        |  |
| 41                                     | 8                             | 4 tháng 2 năm 2006            | Spring Special                                                                      |                                                        |  |
| 42                                     | 9                             | 11 tháng 2 năm 2006           | St. Valentine's Day Special                                                         |                                                        |  |
| 43                                     | 10                            | 18 tháng 2 năm 2006           | School Graduation Special                                                           | Lee Youn-Suk                                           |  |
| 44                                     | 11                            | 25 tháng 2 năm 2006           | Lee Hyori Special                                                                   | Lee Hyori                                              |  |
| 45                                     | 12                            | 4 tháng 3 năm 2006            | Lee Hyori Special                                                                   | Lee Hyori                                              |  |
| 46                                     | 13                            | 11 tháng 3 năm 2006           | Beginning School Special                                                            | Lee Kyung-kyu                                          |  |
| 47                                     | 14                            | ngày 18 tháng 3 năm 2006      | Episode 20th Special                                                                |                                                        |  |
| 48                                     | 15                            | 25 tháng 3 năm 2006           | Camping Special                                                                     | Jung Jun-ha                                            |  |
| 49                                     | 16                            | 1 tháng 4 năm 2006            | April Fools' Day Special                                                            | Voices of Lee Jong-beom & Bae Seul-ki                  |  |
| 50                                     | 17                            | 8 tháng 4 năm 2006            | Black Day Special                                                                   | Lee Soo-young                                          |  |
| 51                                     | 18                            | 15 tháng 4 năm 2006           | New York Special                                                                    | Tony Ahn                                               |  |
| 52                                     | 19                            | 22 tháng 4 năm 2006           | Trung Quốc Special                                                                  | Bae Seul-Gi, Voice of Lee Da-hae                       |  |
| 53                                     | 20                            | 29 tháng 4 năm 2006           | Yi Sun-sin (Legendary Korean Admiral) Birthday Special - Lee Young-ae Special Event | Voice of Kim Mi-jin                                    |  |
| Season 3: Master of Quiz Run Ends      |                               |                               |                                                                                     |                                                        |  |

## Mùa 4
Phiên bản được làm mới của chương trình mang tên Infinite Challenge (Muhan Dojeon, 무한도전, Thử thách Cực đại) bắt đầu phát sóng ngày 6 tháng 5 năm 2006. Các mùa trước đây thường chỉ gói gọn lại trong một chủ đề, nhưng mùa này không có chủ đề cố định mà thay đổi theo mỗi tập (thử thách khác nhau).
- Thành viên cố định: Yoo Jae-suk, Park Myeong-su, Jeong Jun-ha, Haha, Yang Se-hyung, Jo Se-ho
- Cựu thành viên: Jun Jin, Gil, Noh Hong-chul, Jeong Hyeong-don, Hwang Kwang-hee

### 2006
| Mùa 4 (2006)                  | Mùa 4 (2006) | Mùa 4 (2006)         | Mùa 4 (2006)                                                           | Mùa 4 (2006) |
| #                             | Tập #        | Ngày phát sóng       | Tóm tắt                                                                | Khách mời/Ghi chú                                                                                                |
| ----------------------------- | ------------ | -------------------- | ---------------------------------------------------------------------- | --- |
| 54                            | 1            | 6 tháng 5 năm 2006   | Thử thách đánh golf (IC versus Michelle Wie ( Golf thủ chuyên nghiệp)) | Michelle Wie & SS501                                                                                             |
| 55                            | 2            | 13 tháng 5 năm 2006  | Thử thách đánh golf (IC vs. Michelle Wie ( Golf thủ chuyên nghiệp))    | Michelle Wie & SS501                                                                                             |
| 56                            | 3            | 20 tháng 5 năm 2006  | Tập đặc biệt không gian                                                | |
| 57                            | 4            | 27 tháng 5 năm 2006  | Tập đặc biệt đám cưới                                                  | |
| 58                            | 5            | 3 tháng 6 năm 2006   | Tập đặc biệt World Cup 2006 #1 - World All-Stars                       | |
| 59                            | 6            | 10 tháng 6 năm 2006  | Tập đặc biệt World Cup 2006 #2 - Hàn Quốc versus Togo                  | |
| 60                            | 7            | 17 tháng 6 năm 2006  | Tập đặc biệt World Cup 2006 #3 - Hàn Quốc versus Pháp                  | Kim Hyun-Chul |
| 61                            | 8            | 24 tháng 6 năm 2006  | Tập đặc biệt World Cup #4 - Hàn Quốc versus Thuỵ Sĩ                    | |
| 62                            | 9            | 1 tháng 7 năm 2006   | Tập đặc biệt nghỉ hè #1 - Hồ bơi Hawaii                                | |
| 63                            | 10           | 8 tháng 7 năm 2006   | Tập đặc biệt nghỉ hè #1 - Hồ bơi Hawaii                                | |
| 64                            | 11           | 15 tháng 7 năm 2006  | Giải đố cùng Shinhwa #1                                                | Shinhwa |
| 65                            | 12           | 29 tháng 7 năm 2006  | Giải đố cùng Shinhwa #2                                                | Shinhwa |
| Concept chương trình thay đổi |              |                      |                                                                        | |
| 66                            | 13           | 5 tháng 8 năm 2006   | Chiều mùa hè #1 - Ngôi trường hoang                                    | |
| 67                            | 14           | 12 tháng 8 năm 2006  | Chiều mùa hè #2 - Ngôi trường hoang                                    | |
| 68                            | 15           | 19 tháng 8 năm 2006  | 'Tình bạn băng giá' tại Queenstown, New Zealand                        | |
| 69                            | 16           | 26 tháng 8 năm 2006  | 'Hai suối nước nóng' tại Queenstown, New Zealand                       | Giọng Ji Sang-Ryul                                                                                               |
| 70                            | 17           | 2 tháng 9 năm 2006   | 'Sự trở lại của mặt mộc' tại Queenstown, New Zealand                   | |
| 71                            | 18           | 7 tháng 9 năm 2006   | Tập đặc biệt Fedor Emelianenko #1 ( Võ tự do)                          | Fedor Emelianenko                                                                                                |
| 72                            | 19           | 16 tháng 9 năm 2006  | Tập đặc biệt Fedor Emelianenko #2 ( Võ tự do)                          | Fedor Emelianenko                                                                                                |
| 73                            | 20           | 23 tháng 9 năm 2006  | Thân nhau hơn nhé! - Haha & Jeong Hyeong-don #1                        | |
| 74                            | 21           | 30 tháng 9 năm 2006  | Thân nhau hơn nhé! - Haha & Jeong Hyeong-don #2                        | |
| 75                            | 22           | 7 tháng 10 năm 2006  | Tập đặc biệt lễ Chuseok                                                | |
| 76                            | 23           | 14 tháng 10 năm 2006 | Cùng chơi nào, Hyung-don!                                              | |
| 77                            | 24           | 21 tháng 10 năm 2006 | Tập đặc biệt Dã ngoại mùa thu                                          | |
| 78                            | 25           | 28 tháng 10 năm 2006 | Tập đặc biệt Nông dân                                                  | |
| 79                            | 26           | 4 tháng 11 năm 2006  | Tập đặc biệt Kim Su-ro #1 - Bị lừa nào!                                | Kim Su-ro |
| 80                            | 27           | 11 tháng 11 năm 2006 | Tập đặc biệt Kim Su-ro #2 - Bị lừa nào!                                | Kim Su-ro |
| 80                            | 27           | 11 tháng 11 năm 2006 | Tập đặc biệt Kỳ thi                                                    | Kim Su-ro |
| 81                            | 28           | 18 tháng 11 năm 2006 | Thử thách siêu mẫu #1                                                  | Lie Sang-bong & Song Hwi                                                                                         |
| 82                            | 29           | 25 tháng 11 năm 2006 | Thử thách siêu mẫu #2                                                  | Lie Sang-bong & Song Hwi                                                                                         |
| 83                            | 30           | 2 tháng 12 năm 2006  | Cùng làm Kimchi nào!                                                   | Yoo Jae-suk xác nhận hẹn hò với Na Gyeong-eun.                                                                   |
| 84                            | 31           | 9 tháng 12 năm 2006  | Đại hội thể thao thanh thiếu niên                                      | - SS501 - Trong một cảnh đã bị cắt, Park Myeong-su đã kéo quần Jeong Jun-ha xuống trước hàng trăm fan của SS501. |
| 85                            | 32           | 16 tháng 12 năm 2006 | Tập đặc biệt giáng sinh #1                                             | Lee Seung-chul & Kim Tae-hee                                                                                     |
| 86                            | 33           | 23 tháng 12 năm 2006 | Tập đặc biệt giáng sinh #2                                             | Joo Young-hoon                                                                                                   |
| 87                            | 34           | 30 tháng 12 năm 2006 | Lễ trao giải Infinity Challenge 2006                                   | Boom, Ji Sang-ryul, MC Mong, Kim Mi-jin & Ma Bong-chun                                                           |

### 2007
| Season 4 (2007) | Season 4 (2007) | Season 4 (2007)           | Season 4 (2007) | Season 4 (2007) |
| #               | Episodes #      | Air Date                  | Synopsis | Guest/Notes |
| --------------- | --------------- | ------------------------- | --- | --- |
| 88              | 35              | ngày 1 tháng 1 năm 2007   | New Year Special | |
| 89              | 36              | ngày 13 tháng 1 năm 2007  | Noh Hong-chul's X-Files - Who owns the 'Red High-Heel' ? | |
| 90              | 37              | ngày 20 tháng 1 năm 2007  | Infinity Doctors - Examining Jeong Hyeong-don | Jeon Mun-ui & Choi Jun-yeong                                                                                                  |
| 91              | 38              | ngày 27 tháng 1 năm 2007  | 1970's-80's Special at the Roller Rink | |
| 92              | 39              | ngày 3 tháng 2 năm 2007   | Special Language Training (Paju English Village) | Melanie Walters |
| 93              | 40              | ngày 10 tháng 2 năm 2007  | Alaska Special (Hanamana Song) | Cha Tae-hyun, Tablo & DJ Tukutz                                                                                               |
| 94              | 41              | ngày 17 tháng 2 năm 2007  | 2007 Lunar New Year's Day Special | Jung Il-woo & Kim Hye-seong                                                                                                   |
| 95              | 42              | ngày 24 tháng 2 năm 2007  | MBC Infinite Challenge's 100-minute Debate | |
| 95              | 42              | ngày 24 tháng 2 năm 2007  | Hanamana Song Music video | |
| 95              | 42              | ngày 24 tháng 2 năm 2007  | Spicy Chocolate (Hidden Camera) | |
| 95              | 42              | ngày 24 tháng 2 năm 2007  | Golden Pig Year Special Challenges | |
| 96              | 43              | ngày 3 tháng 3 năm 2007   | Beginning School Special - Infinite Challenge members become teachers | Seoul Foreign School Girls |
| 97              | 44              | ngày 10 tháng 3 năm 2007  | Making a Drama Challenge #1 | Kim Su-ro & Jeong Su-young |
| 98              | 45              | ngày 17 tháng 3 năm 2007  | Making a Drama Challenge #2 | Kim Su-ro & Lee Hyori |
| 99              | 46              | ngày 24 tháng 3 năm 2007  | Making a Drama Challenge #3 - 'Romance' Part 1 Aired | Lee Hyori |
| 100             | 47              | ngày 31 tháng 3 năm 2007  | Making a Drama Challenge #4 - 'Romance' Part 2 Aired | - Lee Hyori - During the 4th Part 'Drama Challenge', both the popularity of Infinite Challenge and its market share went down |
| 100             | 47              | ngày 31 tháng 3 năm 2007  | Park Myeong-su's Big Star Show! | |
| 101             | 48              | ngày 7 tháng 4 năm 2007   | Jeong Jun-ha Birthday Hidden Camera | |
| 101             | 48              | ngày 7 tháng 4 năm 2007   | Park Myeong-su's Big Star Show! | |
| 101             | 48              | ngày 7 tháng 4 năm 2007   | Hyeong-don, Let's Move! - Infinite Challenge members help Jeong Hyeong-don move house #1 | |
| 102             | 49              | ngày 14 tháng 4 năm 2007  | Hyeong-don, Let's Move! - Infinite Challenge members help Jeong Hyeong-don move house #2 | |
| 102             | 49              | ngày 14 tháng 4 năm 2007  | Hanamana Song Festival #1 | |
| 103             | 50              | ngày 21 tháng 4 năm 2007  | Season 4 - 1st Anniversary Special #1 - Truth Camera - Challenge 50 - Special Challenges related to the number 50                                                                                         | Park Myeong-su, Jeong Jun-ha, Noh Hong-chul & Haha's managers & Kim Tae-ho PD                                                 |
| 104             | 51              | ngày 28 tháng 4 năm 2007  | Season 4 - 1st Anniversary Special #2 - Group Challenge - Infinite Girls' High School - To challenge the traditional culture of the average Korean teenage girl                                           | Voice of Kwon Sang-woo |
| 105             | 52              | ngày 5 tháng 5 năm 2007   | Lee Young-ae Special | Lee Young-ae |
| 106             | 53              | ngày 12 tháng 5 năm 2007  | Bong-chun Circus Challenge | Kids from Gangown Donghae, Yeongwol County                                                                                    |
| 107             | 54              | ngày 19 tháng 5 năm 2007  | Infinite Miss Korea Pageant | |
| 107             | 54              | ngày 19 tháng 5 năm 2007  | Choi Ji-woo Special | Choi Ji-woo |
| 108             | 55              | ngày 26 tháng 5 năm 2007  | Hanamana Song Festival #2 | Choreographer Eom Tae-in & Kim Hyun-chul                                                                                      |
| 109             | 56              | ngày 2 tháng 6 năm 2007   | Rice Planting Special | |
| 110             | 57              | ngày 9 tháng 6 năm 2007   | Thierry Henry Special ( Football Player) | Thierry Henry |
| 111             | 58              | ngày 16 tháng 6 năm 2007  | Thierry Henry Special ( Football Player) | Thierry Henry |
| 112             | 59              | ngày 23 tháng 6 năm 2007  | A Desert Island Special from El Nido, Philippines #1 - The Curse of the Black Pearl | |
| 113             | 60              | ngày 30 tháng 6 năm 2007  | A Desert Island Special from El Nido, Philippines #2 - At World's End | |
| 114             | 61              | ngày 7 tháng 7 năm 2007   | North Gangbyeon Road Song Festival #1 | Yoon Il-sang & Ahn Jeong-hun                                                                                                  |
| 114             | 61              | ngày 7 tháng 7 năm 2007   | A Deal is a Deal | Noh Hong-chul as promised changes his hairstyle                                                                               |
| 115             | 62              | ngày 14 tháng 7 năm 2007  | North Gangbyeon Road Song Festival #2 | |
| 115             | 62              | ngày 14 tháng 7 năm 2007  | Infinite Challenge '24' at MBC Headquarters #1 | Sung Si-kyung |
| 116             | 63              | ngày 21 tháng 7 năm 2007  | Infinite Challenge '24' at MBC Headquarters #2 - Voluntary Security Service at Midnight - Ridiculous Outdoor Camping in the Lobby                                                                         | |
| 116             | 63              | ngày 21 tháng 7 năm 2007  | Midsummer-Day Special - Food Lotto - Cooking Challenge - Infinite Challenge versus Dae Jang Geum | |
| 117             | 64              | ngày 28 tháng 7 năm 2007  | Comedy 'Silmido' Special - Make Laughter or Die - Mud Wrestling - Saving Private Banana - Finding My Mother – Featuring special guest Na Moon-hee from the cast of High Kick!                             | Na Moon-hee |
| 118             | 65              | ngày 4 tháng 8 năm 2007   | American Old West Special - Muhan News – An in-depth report on why Jeong Jun-ha is always late - Jun-ha Rodeo – Jeong Jun-ha's strength is put to the test - Gunfight at the O.K. Corral - Steal the Gold | |
| 119             | 66              | ngày 11 tháng 8 năm 2007  | Water Boys Special | Announcer Heo Il-hu, Lee Kyung-kyu & his daughter Lee Ye-rim                                                                  |
| 120             | 67              | ngày 18 tháng 8 năm 2007  | Seoul City Touring Race #1 | |
| 121             | 68              | ngày 25 tháng 8 năm 2007  | Seoul City Touring Race #2 | Han Hye-jin |
| 122             | 69              | ngày 1 tháng 9 năm 2007   | DIY Special #1 - Park Myeong-su's Big Star Show! - 'Change' hosted by Jeong Hyeong-don | Yoo Jae-suk's act Yo Geo-seong (an imitation of Park Myeong-su became widely popular)                                         |
| 123             | 70              | ngày 8 tháng 9 năm 2007   | DIY Special #2 - Han-ip-man – The members visit several restaurants in Yeouido and taste various meals - Boys without fear – The members aim to overcome their individual fears                           | |
| 124             | 71              | ngày 15 tháng 9 năm 2007  | DIY Special #3 - Haha's Ask ME Anything - Haha takes phone calls from Elementary, Middle and High School Students                                                                                         | |
| 124             | 71              | ngày 15 tháng 9 năm 2007  | Sseokso & The City - What is the meaning of fashion? | Fashion Designer Park Man-hyeon                                                                                               |
| 125             | 72              | ngày 22 tháng 9 năm 2007  | Chuseok Special - Kim Yuna Special ( Figure Skater) | Kim Yuna |
| 126             | 73              | ngày 29 tháng 9 năm 2007  | Please, Watch Your Mouth - Infinite Challenge Goes To Japan | Japanese Infinite Challenge Fans                                                                                              |
| 127             | 74              | ngày 6 tháng 10 năm 2007  | Infinite Challenge's Autumn Field Day | |
| 128             | 75              | ngày 13 tháng 10 năm 2007 | Madness Couples - Find a Relationship between the members and their staff | Managers of Infinite Challenge Cast                                                                                           |
| 128             | 75              | ngày 13 tháng 10 năm 2007 | Job Interview of Infinite Challenge #1 | |
| 129             | 76              | ngày 20 tháng 10 năm 2007 | A Lesson of Being a Father | Im Ye-jun (baby) |
| 129             | 76              | ngày 20 tháng 10 năm 2007 | Job Interview of Infinite Challenge #2 | Kim Young-hee, Je Yeong-jae, Im Jeong-ah & Gwon seok (MBC Interviewer)                                                        |
| 130             | 77              | ngày 27 tháng 10 năm 2007 | Jun-Hines Ward Special | Choi Jong-hoon (Jeong Jun-ha's manager)                                                                                       |
| 131             | 78              | ngày 3 tháng 11 năm 2007  | Muhan Dojeon's Captain Planet | |
| 132             | 79              | ngày 10 tháng 11 năm 2007 | Renewable Energy Special | Infinite Challenge Producers, Kim Hyeong-ja, Go Nae-un, Kim Doh-yang                                                          |
| 133             | 80              | ngày 24 tháng 11 năm 2007 | Sport Dance Special #1 | Dancer Park Ji-eun |
| 134             | 81              | ngày 1 tháng 12 năm 2007  | Sport Dance Special #2 | Dancer Park Ji-eun |
| 134             | 81              | ngày 1 tháng 12 năm 2007  | Paris Hilton Special ( Heiress & Socialite) | Paris Hilton |
| 135             | 82              | ngày 8 tháng 12 năm 2007  | Sport Dance Special #3 | Dancer Park Ji-eun |
| 136             | 83              | ngày 15 tháng 12 năm 2007 | Calendar 2008 Special | Kim Ok-jeong (Haha's Mother)                                                                                                  |
| 137             | 84              | ngày 22 tháng 12 năm 2007 | Infinite Challenge's 'Thank You Concert' - Preparation | Kyunghee University Music Students                                                                                            |
| 137             | 84              | ngày 22 tháng 12 năm 2007 | Dawn Caroling - Surprise Wakeup Call | |
| 138             | 85              | ngày 29 tháng 12 năm 2007 | Infinite Challenge's 'Thank You Concert' Special | Shin Bong-sun & Kim Ok-jeong (Haha's Mother)                                                                                  |

### 2008
| Season 4 (2008) | Season 4 (2008) | Season 4 (2008)           | Season 4 (2008) | Season 4 (2008) |
| #               | Episodes #      | Air Date                  | Synopsis | Guest/Notes |
| --------------- | --------------- | ------------------------- | --- | --- |
| 139             | 86              | ngày 5 tháng 1 năm 2008   | New Year Special #1 - At the Donghae-1 Gas Field                                                                                                | |
| 140             | 87              | ngày 12 tháng 1 năm 2008  | New Year Special #2 - Ath the Donghae-1 Gas Field                                                                                               | |
| 141             | 88              | ngày 19 tháng 1 năm 2008  | Wind of the Palace Cast Special | Lee Seo-jin, Han Ji-min, Han Sang-jin, Lee Jong-su, Maeng Sang-hoon, Jang Hui-ung, Lee Hui-do, Gyeon Gin & Seo Beom-sik                                                                |
| 142             | 89              | ngày 26 tháng 1 năm 2008  | Beijing Olympics Gymnastics Special | Republic of Korea Men's Gymnastics Team |
| 143             | 90              | ngày 2 tháng 2 năm 2008   | Where is my Manager's Home ? | Choi Jong-hoon (Jeong Jun-ha's Manager) |
| 143             | 90              | ngày 2 tháng 2 năm 2008   | Haha's Mother's DdeokGook Special #1 | Kim Ok-jeong (Haha's Mother) |
| 144             | 91              | ngày 9 tháng 2 năm 2008   | Haha's Mother's DedeokGook Special #2 | |
| 144             | 91              | ngày 9 tháng 2 năm 2008   | Special Force's Cold Weather Training Special                                                                                                   | Korean Soldiers & the Managers of Noh Hong-chul & Haha |
| 145             | 92              | ngày 16 tháng 2 năm 2008  | Haha Guerilla Concert Special | Lee Yo-won, Han Ji-min, Lee Seo-jin, Han Sang-jin, Lee Jong-su & Ahn Hye-kyeong (Haha's Ex)                                                                                            |
| 146             | 93              | ngày 23 tháng 2 năm 2008  | Infinite Challenge Hello! India #1 | |
| 147             | 94              | ngày 1 tháng 3 năm 2008   | Infinite Challenge Hello! India #2 | |
| 148             | 95              | ngày 8 tháng 3 năm 2008   | Infinite Challenge Hello! India #3 | |
| 148             | 95              | ngày 8 tháng 3 năm 2008   | Team Leader Elections - Muhan News - Park Myeong-su Get's Married!                                                                              | Voices of Yoon Jong-shin & Kim Ah-joong |
| 149             | 96              | ngày 15 tháng 3 năm 2008  | Beijing Olympic Special - Wrestling Edition #1                                                                                                  | Republic of Korea Men's Wrestling Team, Jo In-sung & the voices of Lee Hyuk-jae & So Ji-sub                                                                                            |
| 150             | 97              | ngày 22 tháng 3 năm 2008  | Beijing Olympic Special - Wrestling Edition #2                                                                                                  | Republic of Korea Men's Wrestling Team, Jo In-sung, Park Hwi-sun, Kim Hyun-chul & Lee Un-chae (International Wrestling Referee)                                                        |
| 151             | 98              | ngày 29 tháng 3 năm 2008  | Earth Special Forces - Planting Tress in the Gobi Desert                                                                                        | Managers of Park Hyun-bin & Noh Hong-chul |
| 152             | 99              | ngày 5 tháng 4 năm 2008   | Realise Your Dreams Special | Jeong Seok-gwon (Park Myeong-su's Manager), Choi Jong-hoon (Jeong Jun-ha's Manager) & Kim Yu-gon                                                                                       |
| 152             | 99              | ngày 5 tháng 4 năm 2008   | My Weak Brother's Marriage Special | |
| 153             | 100             | ngày 12 tháng 4 năm 2008  | 100th Episode Special #1 - Jeong Jun-ha Eats Noodles at 100km Per Hour                                                                          | Voice of Han Ji-min |
| 154             | 101             | ngày 19 tháng 4 năm 2008  | 100th Episode Special #2 | Former MBC Announcer/President Ohm Ki-Young |
| 155             | 102             | ngày 26 tháng 4 năm 2008  | Finding Treasures in Gyeongju Special #1 | |
| 156             | 103             | ngày 3 tháng 5 năm 2008   | Finding Treasures in Gyeongju Special #2 | |
| 157             | 104             | ngày 10 tháng 5 năm 2008  | Taean Special - Build a Children's Library | |
| 158             | 105             | ngày 17 tháng 5 năm 2008  | 1st Infinite Challenge Self Created Children's Song Festival                                                                                    | |
| 159             | 106             | ngày 24 tháng 5 năm 2008  | Beijing Olympic Special - Handball Special | |
| 160             | 107             | ngày 31 tháng 5 năm 2008  | Guinness Book of Records Special | |
| 161             | 108             | ngày 7 tháng 6 năm 2008   | Muhan News - Special Report! | |
| 161             | 108             | ngày 7 tháng 6 năm 2008   | Visit a family for 24 Hours Special Part 1 | |
| 162             | 109             | ngày 14 tháng 6 năm 2008  | Visit a family for 24 Hours Special Part 2 | |
| 163             | 110             | ngày 21 tháng 6 năm 2008  | Run Away with the Money Bag Special #1 | Jun Jin |
| 164             | 111             | ngày 28 tháng 6 năm 2008  | Run Away with the Money Bag Special #2 | Jun Jin |
| 165             | 112             | ngày 5 tháng 7 năm 2008   | Run Away with the Money Bag Special #3 | Jun Jin |
| 165             | 112             | ngày 5 tháng 7 năm 2008   | Infinity Girls #1 | Jun Jin |
| 166             | 113             | ngày 12 tháng 7 năm 2008  | Infinity Girls #2 | Jun Jin |
| 167             | 114             | ngày 19 tháng 7 năm 2008  | Renewable Energy Special #2 | Lee Min-woo & Kim Shin-young |
| 168             | 115             | ngày 26 tháng 7 năm 2008  | Pirate of the Taerabbean (Taeahn + Caribbean) Special                                                                                           | Lee Yoon-suk & Yoo Chae-yeong |
| 169             | 116             | ngày 2 tháng 8 năm 2008   | Get Up x2 Please Come Early | |
| 169             | 116             | ngày 2 tháng 8 năm 2008   | Blockbuster Horror Zombie Special | |
| 169             | 116             | ngày 2 tháng 8 năm 2008   | 28 Years Later | |
| 170             | 117             | ngày 16 tháng 8 năm 2008  | 2008 Beijing Olympic Special #1 | |
| 171             | 118             | ngày 23 tháng 8 năm 2008  | 2008 Beijing Olympic Special #2 | |
| 172             | 119             | ngày 30 tháng 8 năm 2008  | 2008 Beijing Olympics Special #3 | |
| 173             | 120             | ngày 6 tháng 9 năm 2008   | Badminton Challenge - IC members receives a letter of challenge from newly crowned Olympic Badminton Gold Medalits Lee Yong-dae và Lee Hyo-jung | Lee Yong-dae & Lee Hyo-jung |
| 174             | 121             | ngày 13 tháng 9 năm 2008  | Chuseok Special 2008 - Desperate Housewives | |
| 175             | 122             | ngày 20 tháng 9 năm 2008  | Punishment Special - Sorry I Couldn't Protect You #1                                                                                            | |
| 175             | 122             | ngày 20 tháng 9 năm 2008  | Surprise Paparazzi | |
| 176             | 123             | ngày 27 tháng 9 năm 2008  | Be a PD for a day | |
| 177             | 124             | ngày 4 tháng 10 năm 2008  | Viewing of the PD Segments - IC members gather to watch and critique the individual filmed segments done in the previous episodes.              | |
| 178             | 125             | ngày 11 tháng 10 năm 2008 | The Great Design Challenge - Design Korea! #1                                                                                                   | |
| 179             | 126             | ngày 18 tháng 10 năm 2008 | The Great Design Challenge - Design Korea! #2                                                                                                   | |
| 180             | 127             | ngày 25 tháng 10 năm 2008 | Be my Manager for a Day #1 | |
| 181             | 128             | ngày 1 tháng 11 năm 2008  | Be my Manager for a Day #2 | |
| 182             | 129             | ngày 8 tháng 11 năm 2008  | The Aerobic Challenge #1 - Aerobics or Aerobic ?                                                                                                | |
| 183             | 130             | ngày 15 tháng 11 năm 2008 | The Aerobic Challenge #2 - Training Hard | |
| 184             | 131             | ngày 22 tháng 11 năm 2008 | The Aerobic Challenge #3 - A Fun Day at the Beach ?                                                                                             | |
| 185             | 132             | ngày 29 tháng 11 năm 2008 | The Aerobic Challenge #4 | |
| 186             | 133             | ngày 6 tháng 12 năm 2008  | 2009 Calendar Making #1 | |
| 187             | 134             | ngày 13 tháng 12 năm 2008 | 2009 Calendar Making #2 | |
| 188             | 135             | ngày 20 tháng 12 năm 2008 | You & Me Concert #1 | - Notable performances include Big Bag song Haru Haru (a parody on Big Bang) and the instrumental piece presented by the guys, who specially learn an instrument each for the concert. |
| 189             | 136             | ngày 27 tháng 12 năm 2008 | You & Me Concert #2 | - Notable performances include Big Bag song Haru Haru (a parody on Big Bang) and the instrumental piece presented by the guys, who specially learn an instrument each for the concert. |

### 2009
| Season 4 (2009) | Season 4 (2009) | Season 4 (2009)           | Season 4 (2009) | Season 4 (2009) |
| #               | Episodes #      | Air Date                  | Synopsis | Guest/Notes |
| --------------- | --------------- | ------------------------- | --- | --- |
| 190             | 137             | ngày 17 tháng 1 năm 2009  | You & Me Concert #3 | - Notable performances include Big Bag song Haru Haru (a parody on Big Bang) and the instrumental piece presented by the guys, who specially learn an instrument each for the concert. |
| 191             | 138             | ngày 24 tháng 1 năm 2009  | The Great Bob-sleigh Challenge #1 | |
| 192             | 139             | ngày 31 tháng 1 năm 2009  | The Great Bob-sleigh Challenge #2 | Kang Kwang-bae |
| 193             | 140             | ngày 7 tháng 2 năm 2009   | The Great Bob-sleigh Challenge #3 | Kang Kwang-bae |
| 194             | 141             | ngày 14 tháng 2 năm 2009  | Boys Over Flowers Parody | |
| 195             | 142             | ngày 21 tháng 2 năm 2009  | Gee Parody | |
| 195             | 142             | ngày 21 tháng 2 năm 2009  | New Jobs | |
| 196             | 143             | ngày 28 tháng 2 năm 2009  | Personality Test and Treatment | Song Hyung-suk (psychoanalyst), Chun Soo-jung (comedian) |
| 197             | 144             | ngày 7 tháng 3 năm 2009   | Women's Day - What Women Want Special | Girls' Generation |
| 198             | 145             | ngày 14 tháng 3 năm 2009  | Six Brothers and Sisters | |
| 199             | 146             | ngày 21 tháng 3 năm 2009  | Korean Dol+I The Search of NHC Number 2 | |
| 200             | 147             | ngày 28 tháng 3 năm 2009  | Project Runaway | |
| 201             | 148             | ngày 4 tháng 4 năm 2009   | Punishment Day | |
| 202             | 149             | ngày 11 tháng 4 năm 2009  | Life Theater: Yes or No #1 | |
| 203             | 150             | ngày 18 tháng 4 năm 2009  | Life Theater: Yes or No #2 | |
| 204             | 151             | ngày 25 tháng 4 năm 2009  | Kim Yuna Special | Kim Yuna - Gil joins IC |
| 205             | 152             | ngày 2 tháng 5 năm 2009   | Photo Contest - Around the World in a Day ? | |
| 206             | 153             | ngày 9 tháng 5 năm 2009   | ChunHyang Special | |
| 207             | 154             | ngày 16 tháng 5 năm 2009  | General Park's Surprise Attack | |
| 208             | 155             | ngày 23 tháng 5 năm 2009  | Cameo in Queen of Housewives | |
| 209             | 156             | ngày 30 tháng 5 năm 2009  | Who wants to be a Millionaire #1 | |
| 210             | 157             | ngày 6 tháng 6 năm 2009   | Who wants to be a Millionaire #2 | |
| 211             | 158             | ngày 20 tháng 6 năm 2009  | Pimple Break #1 | |
| 212             | 159             | ngày 27 tháng 6 năm 2009  | Pimple Break #2 | |
| 213             | 160             | ngày 4 tháng 7 năm 2009   | The Olympic Highway Duet Song Festival #1 | Yoon Mi-rae, Tiger JK, Epik High, No Brain, Jessica (Girl's Generation), After School & YB                                                                                             |
| 214             | 161             | ngày 11 tháng 7 năm 2009  | The Olympic Highway Duet Song Festival #2 | Yoon Mi-rae, Tiger JK, Epik High, No Brain, Jessica (Girl's Generation), After School & YB                                                                                             |
| 215             | 162             | ngày 18 tháng 7 năm 2009  | 2010 Calendar Making #1 | |
| 216             | 163             | ngày 25 tháng 7 năm 2009  | Future Liger's appearance in Show! Music Core and behind the scenes | Tiger JK, Yoon Mi-rae, Kim Sung-soo |
| 216             | 163             | ngày 25 tháng 7 năm 2009  | Lifeguard Training Special | |
| 217             | 164             | ngày 1 tháng 8 năm 2009   | Tell Me Your Wish, Park Myeong-su | |
| 218             | 165             | ngày 8 tháng 8 năm 2009   | Survivor #1 | Son Ho-young, 2PM (Jae Bum & Junho), Park Hee-son, K.Will, Yang Bae-chu |
| 219             | 166             | ngày 15 tháng 8 năm 2009  | Survivor #2 | Son Ho-young, 2PM (Jae Bum & Junho), Park Hee-son, K.Will, Yang Bae-chu |
| 220             | 167             | ngày 22 tháng 8 năm 2009  | Survivor #3 | Son Ho-young, 2PM (Jae Bum & Junho), Park Hee-son, K.Will, Yang Bae-chu |
| 220             | 167             | ngày 22 tháng 8 năm 2009  | Panic Room - IC members are trapped in a Container suspended in the air. - They are then given IQ/Mathematics problems to Solve. - If They get the problems wrong, Container will continue to rise | |
| 221             | 168             | ngày 29 tháng 8 năm 2009  | Summer Special - Blast to the Past! | |
| 222             | 169             | ngày 5 tháng 9 năm 2009   | Catch the Tail Race #1 | |
| 223             | 170             | ngày 12 tháng 9 năm 2009  | Catch the Tail Race #2 | |
| 224             | 171             | ngày 19 tháng 9 năm 2009  | Home Shopping Special #1 - Hotseller Guys! - IC members become "goods" for sale | Comedian Ahn Young-mi and actress Yoo Ji-eun |
| 225             | 172             | ngày 26 tháng 9 năm 2009  | Home Shopping Special #2 - Hotseller Guys! | |
| 226             | 173             | ngày 3 tháng 10 năm 2009  | TV Channel the Entire Day #1 | |
| 227             | 174             | ngày 10 tháng 10 năm 2009 | TV Channel the Entire Day #2 | |
| 228             | 175             | ngày 17 tháng 10 năm 2009 | Infinite Challenge Long Term Project - Rice Planting Special #1 | |
| 229             | 176             | ngày 24 tháng 10 năm 2009 | Infinite Challenge Long Term Project - Rice Planting Special #2 | 2PM |
| 230             | 177             | ngày 31 tháng 10 năm 2009 | Infinite Challenge Long Term Project - Rice Planting Special #3 | |
| 231             | 178             | ngày 7 tháng 11 năm 2009  | Korean Food Challenge #1 | |
| 232             | 179             | ngày 14 tháng 11 năm 2009 | Korean Food Challenge #2 | |
| 233             | 180             | ngày 21 tháng 11 năm 2009 | Korean Food Challenge in New York #1 | |
| 234             | 181             | ngày 28 tháng 11 năm 2009 | Korean Food Challenge in New York #2 | |
| 235             | 182             | ngày 5 tháng 12 năm 2009  | The Devil Wears Gurida not Prada ? | |
| 236             | 183             | ngày 12 tháng 12 năm 2009 | Goodbye New York | |
| 236             | 183             | ngày 12 tháng 12 năm 2009 | 2010 Calendar Making #2 | |
| 237             | 184             | ngày 19 tháng 12 năm 2009 | 2010 Calendar Making #3 | |
| 238             | 185             | ngày 26 tháng 12 năm 2009 | Gangs of New York | |

### 2010
| Season 4 (2010) | Season 4 (2010) | Season 4 (2010)           | Season 4 (2010) | Season 4 (2010) |
| #               | Episodes #      | Air Date                  | Synopsis | Guest/Notes |
| --------------- | --------------- | ------------------------- | --- | --- |
| 239             | 186             | ngày 2 tháng 1 năm 2010   | Infinite Challenge Photo Exhibition | |
| 239             | 186             | ngày 2 tháng 1 năm 2010   | Rice Gifting Special - The Good & Close Brothers #1 | |
| 240             | 187             | ngày 9 tháng 1 năm 2010   | Rice Gifting Special - The Good & Close Brothers #2 | |
| 240             | 187             | ngày 9 tháng 1 năm 2010   | Trash Dumping Special - The Quarrelling Brothers #1 | |
| 241             | 188             | ngày 16 tháng 1 năm 2010  | Rice Gifting Special Special - The Good & Close Brothers #3 | |
| 241             | 188             | ngày 16 tháng 1 năm 2010  | Trash Dumping Special - The Quarrelling Brothers #2 | |
| 242             | 189             | ngày 23 tháng 1 năm 2010  | Boxing Special #1 | Tenku Tsubasa |
| 243             | 190             | ngày 30 tháng 1 năm 2010  | Boxing Special #2 | Tenku Tsubasa |
| 244             | 191             | ngày 6 tháng 2 năm 2010   | F1 Challenge #1 | |
| 245             | 192             | ngày 13 tháng 2 năm 2010  | New's Year Diet Resolution | |
| 245             | 192             | ngày 13 tháng 2 năm 2010  | F1 Challenge #2 | |
| 246             | 193             | ngày 20 tháng 2 năm 2010  | Infinite Challenge Legal Eagles: Be Careful of What You Said! - Gil takes Infinite Challenge to the Courtroom! | Choi Dam-bi (lawyer), Jang Jin-young (lawyer), Kim Young-hwan (lawyer), Kim Tae-ho PD                                                                                            |
| 247             | 194             | ngày 27 tháng 2 năm 2010  | Infinite Challenge Legal Eagles: Be Careful of What You Said! - Gil takes Infinite Challenge to the Courtroom! | Choi Dam-bi (lawyer), Jang Jin-young (lawyer), Kim Young-hwan (lawyer), Jae Young-jae (IC staff), Yoon Sang-young (stylist), Lee Seung-jae (DNA analyst), Kim Je-dong, Lee Hyori |
| 248             | 195             | ngày 6 tháng 3 năm 2010   | Oh! My Tent Special - Where in the World is Kim Sang-duk #1 - The opposing legal teams layout the terms of punishment for each other - Park Myeong-su, Jeong Jun-ha và Gil have to spend 24 hours on the bungee platform. - Yoo Jae-suk, Noh Hong-chul và Jeong Hyeong-don fly to Alaska to search for the mysterious Kim Sang-duk     | - Kim Je-dong spend the night with the guys |
| 249             | 196             | ngày 13 tháng 3 năm 2010  | Oh! My Tent Special - Where in the World is Kim Sang-duk #2 - The opposing legal teams layout the terms of punishment for each other - Park Myeong-su, Jeong Hyeong-don và Gil have to spend 24 hours on the bungee platform. - Yoo Jae-suk, Noh Hong-chul và Jeong Hyeong-don fly to Alaska to search for the mysterious Kim Sang-duk | - Kim Je-dong spend the night with the guys |
| 250             | 197             | ngày 20 tháng 3 năm 2010  | Oh! My Tent Special - Where in the World i Kim Sang-duk #3 - The opposing legal teams layout the terms of punishment for each other - Park Myeong-su, Jeong Hyeong-don và Gil have to spend 24 hours on the bungee platform. - Yoo Jae-suk, Noh Hong-chul và Jeong Hyeong-don fly to Alaska to search for the mysterious Kim Sang-duk  | - KARA, K.will, Jung Juri & Jung-in appears for a short visit - Kim Je-dong spend the night with the guys                                                                        |
| 251             | 198             | ngày 27 tháng 3 năm 2010  | Gods of Variety #1 | Haha Returns |
| 252             | 199             | ngày 22 tháng 5 năm 2010  | Gods of Variety #2 | |
| 252             | 199             | ngày 22 tháng 5 năm 2010  | The Diet Challenge Results | |
| 253             | 200             | ngày 29 tháng 5 năm 2010  | 200th Episode Anniversary #1 | |
| 254             | 201             | ngày 5 tháng 6 năm 2010   | 200th Episode Anniversary #2 | |
| 255             | 202             | ngày 12 tháng 6 năm 2010  | 2011 Calendar Model #1 | |
| 256             | 203             | ngày 19 tháng 6 năm 2010  | 2011 Calendar Model #2 | |
| 257             | 204             | ngày 26 tháng 6 năm 2010  | Position Rearrangement | |
| 258             | 205             | ngày 3 tháng 7 năm 2010   | WM7 Wrestling Special #1 | |
| 259             | 206             | ngày 10 tháng 7 năm 2010  | WM7 Wrestling Special #2 | |
| 260             | 207             | ngày 17 tháng 7 năm 2010  | Secret Vacation #1 | |
| 260             | 207             | ngày 17 tháng 7 năm 2010  | WM7 Wrestling Special #3 | |
| 261             | 208             | ngày 24 tháng 7 năm 2010  | WM7 Wrestling Special #4 | |
| 261             | 208             | ngày 24 tháng 7 năm 2010  | Secret Vacation #2 | |
| 262             | 209             | ngày 31 tháng 7 năm 2010  | Infinite Challenge Idol Audition #1 | Kangta (H.O.T.), DongHae (Super Junior), f(x), short appearance of TaecYeon & Junho (2PM)                                                                                        |
| 262             | 209             | ngày 31 tháng 7 năm 2010  | WM7 Wrestling Special #5 | |
| 263             | 210             | ngày 7 tháng 8 năm 2010   | WM7 Wrestling Special #6 | |
| 263             | 210             | ngày 7 tháng 8 năm 2010   | Infinite Challenge Idol Audition #2 | Super Junior, Kahi, short appearance of Orange Caramel, 4Minute, TaecYeon & Junho (2PM), Miss A, SHINee, CNBLUE, Infinite.                                                       |
| 264             | 211             | ngày 14 tháng 8 năm 2010  | Seven Special #1 | |
| 264             | 211             | ngày 14 tháng 8 năm 2010  | WM7 Wrestling Special #7 | |
| 265             | 212             | ngày 21 tháng 8 năm 2010  | Seven Special #2 | |
| 266             | 213             | ngày 28 tháng 8 năm 2010  | WM7 Wrestling Special #8 | |
| 267             | 214             | ngày 4 tháng 9 năm 2010   | WM7 Wrestling Special #9 | |
| 268             | 215             | ngày 11 tháng 9 năm 2010  | WM7 Wrestling Special #10 | |
| 268             | 215             | ngày 11 tháng 9 năm 2010  | Park Myeong-su's Guerilla Concert | |
| 269             | 216             | ngày 18 tháng 9 năm 2010  | The Grateful Swallow (Bird) | |
| 270             | 217             | ngày 25 tháng 9 năm 2010  | Bingo Bus Special | |
| 271             | 218             | ngày 2 tháng 10 năm 2010  | 2011 Calendar Model #3 | |
| 272             | 219             | ngày 9 tháng 10 năm 2010  | 2011 Calendar Model #4 | |
| 273             | 220             | ngày 16 tháng 10 năm 2010 | Telepathy Special #1 | |
| 274             | 221             | ngày 23 tháng 10 năm 2010 | Telepathy Special #2 | |
| 275             | 222             | ngày 30 tháng 10 năm 2010 | 7 Different View Points Special | |
| 276             | 223             | ngày 6 tháng 11 năm 2010  | Midnight Survival in Seoul | |
| 277             | 224             | ngày 20 tháng 11 năm 2010 | 2011 Calendar Model #5 | |
| 278             | 225             | ngày 27 tháng 11 năm 2010 | 2011 Calendar Model #6 | |
| 279             | 226             | ngày 4 tháng 12 năm 2010  | 2011 Calendar Model #7 | |
| 280             | 227             | ngày 11 tháng 12 năm 2010 | Bibimbab Ad and the Point Results | |
| 281             | 228             | ngày 18 tháng 12 năm 2010 | The Butterfly Effect Special | |
| 282             | 229             | ngày 25 tháng 12 năm 2010 | Christmas Single Party | |

### 2011
| Season 4 (2011) | Season 4 (2011) | Season 4 (2011)         | Season 4 (2011)                                         | Season 4 (2011)                                                                        |
| #               | Episodes #      | Air Date                | Synopsis                                                | Guest/Notes                                                                            |
| --------------- | --------------- | ----------------------- | ------------------------------------------------------- | -------------------------------------------------------------------------------------- |
| 283             | 230             | ngày 1 tháng 1 năm 2011 | End of Year Settlement Write Off Grudges                |                                                                                        |
| 284             | 231             | January 8, 2011         | Manager Jeong is Buying!                                |                                                                                        |
| 285             | 232             | January 15, 2011        | Life of Someone Else #1 - Park Myeong-su                |                                                                                        |
| 286             | 233             | January 22, 2011        | The Life of Someone Else #2                             |                                                                                        |
| 286             | 233             | January 22, 2011        | Death Note                                              |                                                                                        |
| 287             | 234             | January 29, 2011        | TV Carries Love Special #1                              |                                                                                        |
| 288             | 235             | February 5, 2011        | TV Carries Love Special #2                              |                                                                                        |
| 289             | 236             | February 12, 2011       | Infinite Challenge Winter Olympics Special              |                                                                                        |
| 290             | 237             | February 19, 2011       | Nhật Bản Special #1 - Sea of Okhotsk                    |                                                                                        |
| 291             | 238             | February 26, 2011       | Nhật Bản Special #2 - Sea of Okhotsk                    |                                                                                        |
| 292             | 239             | March 5, 2011           | Life or Death Special                                   |                                                                                        |
| 293             | 240             | March 12, 2011          | You are Handsome #1                                     |                                                                                        |
| 294             | 241             | March 19, 2011          | You are Handsome #2                                     |                                                                                        |
| 295             | 242             | March 26, 2011          | You are Handsome #3                                     |                                                                                        |
| 295             | 242             | March 26, 2011          | Life of Someone Else #1 - Jeong Jun-ha                  |                                                                                        |
| 296             | 243             | April 2, 2011           | Life of Someone Else #2 - Jeong Jun-ha                  |                                                                                        |
| 297             | 244             | April 9, 2011           | The War of Money Special                                |                                                                                        |
| 298             | 245             | April 16, 2011          | Speed Rowing Special #1                                 | Kim Ji-ho (rowing coach)                                                               |
| 299             | 246             | April 23, 2011          | Speed Rowing Special #2                                 | Kim Ji-ho (rowing coach), Jeong Jinwoon, Lee Joon, Son Hoyoung, Defconn, Park Geun-sik |
| 300             | 247             | April 30, 2011          | Dinner Show #1                                          | Jung Jae-hyung, Lee Juck, PSY, Sweet Sorrow, 10cm, G-Dragon, Bada                      |
| 301             | 248             | May 7, 2011             | Dinner Show #2                                          | Jung Jae-hyung, Lee Juck, PSY, Sweet Sorrow, 10cm, G-Dragon, Bada                      |
| 301             | 248             | May 7, 2011             | Gangs of Seoul #1                                       | Big Bang                                                                               |
| 302             | 249             | May 14, 2011            | Gangs of Seoul #2                                       | Big Bang                                                                               |
| 303             | 250             | May 21, 2011            | Infinite Company Outing                                 |                                                                                        |
| 304             | 251             | May 28, 2011            | Relationship Fabrication Team #1                        |                                                                                        |
| 305             | 252             | June 4, 2011            | Relationship Fabrication Team #2                        |                                                                                        |
| 306             | 253             | June 11, 2011           | West Coast Expressway Song Festival #1                  | Jung Jae-hyung, Lee Juck, PSY, Sweet Sorrow, 10cm, G-Dragon, Bada                      |
| 307             | 254             | June 18, 2011           | West Coast Expressway Song Festival #2                  | Jung Jae-hyung, Lee Juck, PSY, Sweet Sorrow, 10cm, G-Dragon, Bada                      |
| 308             | 255             | June 25, 2011           | West Coast Expressway Song Festival #3                  | Jung Jae-hyung, Lee Juck, PSY, Sweet Sorrow, 10cm, G-Dragon, Bada                      |
| 309             | 256             | July 2, 2011            | West Coast Expressway Song Festival #4                  | Jung Jae-hyung, Lee Juck, PSY, Sweet Sorrow, 10cm, G-Dragon, Bada                      |
| 310             | 257             | July 9, 2011            | Speed Rowing Special #3                                 | Jo In-sung, Jeong Jinwoon                                                              |
| 311             | 258             | July 16, 2011           | Speed Rowing Special #4                                 |                                                                                        |
| 312             | 259             | July 23, 2011           | Speed Rowing Special #5                                 |                                                                                        |
| 313             | 260             | July 30, 2011           | Infinite Challenge Classic                              | So Ji-sub                                                                              |
| 314             | 261             | August 6, 2011          | Speed Rowing Special - Grand Final                      |                                                                                        |
| 315             | 262             | August 13, 2011         | Cancelled in Case of Rain Special #1                    | Gary, Jung Jae-hyung, Defconn                                                          |
| 316             | 263             | August 20, 2011         | Cancelled in Case of Rain Special #2                    | Gary, Jung Jae-hyung, Defconn                                                          |
| 317             | 264             | August 27, 2011         | Infinite Challenge Classic So Ji-sub Returns Special #1 | So Ji-sub                                                                              |
| 318             | 265             | September 3, 2011       | Infinite Challenge Classic So Ji-sub Returns Special #2 | So Ji-sub                                                                              |
| 318             | 265             | September 3, 2011       | Speed Special #1                                        |                                                                                        |
| 319             | 266             | September 10, 2011      | Chuseok Gift Special                                    |                                                                                        |
| 320             | 267             | September 17, 2011      | Speed Special #2                                        |                                                                                        |
| 321             | 268             | September 24, 2011      | Speed Special #3                                        |                                                                                        |
| 321             | 268             | September 24, 2011      | Hanamana Season 3 #1                                    |                                                                                        |
| 322             | 269             | October 1, 2011         | Hanamana Season 3 #2                                    | Shin Se-kyung                                                                          |
| 323             | 270             | October 8, 2011         | Hanamana Season 3 #3                                    | Shin Se-kyung                                                                          |
| 323             | 270             | October 8, 2011         | Infinite Trading Company                                |                                                                                        |
| 324             | 271             | October 15, 2011        | The 2011 Rabbit and the Turtle                          |                                                                                        |
| 325             | 272             | October 22, 2011        | Best Friend #1                                          |                                                                                        |
| 326             | 273             | October 29, 2011        | Best Friend #2                                          |                                                                                        |
| 327             | 274             | November 5, 2011        | SAT Special                                             |                                                                                        |
| 328             | 275             | November 12, 2011       | TV War Special #1                                       |                                                                                        |
| 329             | 276             | November 19, 2011       | TV War Special #2                                       |                                                                                        |
| 330             | 277             | November 26, 2011       | 2012 Calendar Model #1                                  |                                                                                        |
| 331             | 278             | December 3, 2011        | Myeong-su is 12 Years Old #1                            |                                                                                        |
| 332             | 279             | December 10, 2011       | Myeong-su is 12 Years Old #2                            |                                                                                        |
| 333             | 280             | December 17, 2011       | Haha versus Hong Chul                                   |                                                                                        |
| 333             | 280             | December 17, 2011       | Infinite Delivery #1                                    |                                                                                        |
| 334             | 281             | December 24, 2011       | Infinite Delivery #2                                    |                                                                                        |
| 334             | 281             | December 24, 2011       | I'm A Singer In My Own Right #1                         |                                                                                        |
| 335             | 282             | December 31, 2011       | I'm A Singer In My Own Right #2                         |                                                                                        |

### 2012
| Mùa 4 (2012) | Mùa 4 (2012) | Mùa 4 (2012)                       | Mùa 4 (2012)                         | Mùa 4 (2012) |
| #            | Tập #        | Ngày phát sóng                     | Tóm tắt                              | Khách mời/Ghi chú |
| ------------ | ------------ | ---------------------------------- | ------------------------------------ | --- |
| 336          | 283          | 7 tháng 1 năm 2012                 | Làm ca sĩ theo cách của riêng tôi #3 | Jung Jae-hyung, Sweet Sorrow, Gaeko, Choiza, Bada, Norazo, Gary, Jung-in, Skull, Kim Sook, Song Eun-yi, Kim Bum-soo                                             |
| 337          | 284          | 14 tháng 1 năm 2012                | Tiệc cuối năm của Công ty Vô Hạn     | |
| 338          | 285          | 21 tháng 1 năm 2012                | Công ty Vô Hạn 2012                  | |
| 338          | 285          | 21 tháng 1 năm 2012                | Haha versus Hong Chul #1             | |
| 339          | 286          | 28 tháng 1 năm 2012                | Haha versus Hong Chul #2             | |
| 340          | 287          |                                    | Bản tin đặc biệt                     | - Chương trình tạm dừng phát sóng 6 tháng do cuộc đình công của các nhân viên MBC. - Một vài tập chỉ phát sóng online mà không phát sóng trên kênh truyền hình. |
| 340          | 287          | Highlight of Haha versus Hong Chul |                                      | - Chương trình tạm dừng phát sóng 6 tháng do cuộc đình công của các nhân viên MBC. - Một vài tập chỉ phát sóng online mà không phát sóng trên kênh truyền hình. |
| 341          | 288          | 28 tháng 7 năm 2012                | Haha versus Hong Chul #3             | |
| 341          | 288          | 28 tháng 7 năm 2012                | Tập đặc biệt Lee Na-young #1         | Lee Na-young |
| 342          | 289          | 4 tháng 8 năm 2012                 | Tập đặc biệt Lee Na-young #2         | Lee Na-young |
| 343          | 290          | 11 tháng 8 năm 2012                | Tập đặc biệt Lee Na-young #3         | Lee Na-young |
| 343          | 290          | 11 tháng 8 năm 2012                | Nói được làm được #1                 | |
| 344          | 291          | 19 tháng 8 năm 2012                | Nói được làm được #2                 | |
| 345          | 292          | 25 tháng 8 năm 2012                | Bản tin đặc biệt                     | |
| 345          | 292          | 25 tháng 8 năm 2012                | Bạn đi đến Hawaii #1                 | |
| 346          | 293          | 1 tháng 9 năm 2012                 | Bạn đi đến Hawaii #2                 | |
| 347          | 294          | 8 tháng 8 năm 2012                 | Bạn đi đến Hawaii #3                 | |
| 347          | 294          | 8 tháng 8 năm 2012                 | Như đã hứa #1                        | |
| 348          | 295          | 15 tháng 8 năm 2012                | Như đã hứa #2                        | |
| 349          | 296          | 22 tháng 8 năm 2012                | Như đã hứa #3 cùng Son Yeon-jae      | Son Yeon-jae |
| 350          | 297          | 29 tháng 8 năm 2012                | Công ty Vô hạn cùng G-Dragon #1      | G-Dragon |
| 351          | 298          | 6 tháng 10 năm 2012                | Công ty Vô hạn cùng G-Dragon #2      | G-Dragon |
| 352          | 299          | 13 tháng 10 năm 2012               | Cô Mặt trăng và chú Mặt trời         | |
| 353          | 300          | 20 tháng 10 năm 2012               | Kỷ niệm 300 tập - Dừng lại #1        | |
| 354          | 301          | 27 tháng 10 năm 2012               | Kỷ niệm 300 tập - Dừng lại #2        | |
| 355          | 302          | 3 tháng 11 năm 2012                | Sự quyến rũ của những bà thím        | |
| 356          | 303          | 10 tháng 11 năm 2012               | Khối liên kết an ninh                | |
| 357          | 304          | 17 tháng 11 năm 2012               | Đại hội xấu trai #1                  | Kim Bum-soo, Kim Young-chul, Kim Je-dong, Kim C, Jo Jung-chi, Yoon Jong-shin, Lee Juck, Defconn, Ko Chang-seok, Kwon Oh-joong, K.Will                           |
| 358          | 305          | 24 tháng 11 năm 2012               | Đại hội xấu trai #2                  | Kim Bum-soo, Kim Young-chul, Kim Je-dong, Kim C, Jo Jung-chi, Yoon Jong-shin, Lee Juck, Defconn, Ko Chang-seok, Kwon Oh-joong, Song Joong-ki                    |
| 359          | 306          | 1 tháng 12 năm 2012                | Đại hội xấu trai #3                  | Kim Bum-soo, Kim Young-chul, Kim Je-dong, Kim C, Jo Jung-chi, Yoon Jong-shin, Lee Juck, Defconn, Ko Chang-seok, Kwon Oh-joong                                   |
| 360          | 307          | 8 tháng 12 năm 2012                | Xe bus đám cưới                      | Tập đặc biệt dành cho đám cưới của Haha |
| 361          | 308          | 15 tháng 12 năm 2012               | Chuyển phát nhanh vô hạn #1          | |
| 362          | 309          | 22 tháng 12 năm 2012               | Chuyển phát nhanh vô hạn #2          | |
| 363          | 310          | 29 tháng 12 năm 2012               | Chuyển phát nhanh vô hạn #3          | |
| 363          | 310          | 29 tháng 12 năm 2012               | Thế này thì sao ?                    | |

### 2013
| Season 4 (2013) | Season 4 (2013) | Season 4 (2013)     | Season 4 (2013)                                                 | Season 4 (2013) |
| #               | Tập #           | Ngày phát sóng      | Tóm tắt                                                         | Khách mời/Ghi chú |
| --------------- | --------------- | ------------------- | --------------------------------------------------------------- | --- |
| 364             | 311             | 5 tháng 1 năm 2013  | Park Myeong-su's How About This? Showcase                       | |
| 365             | 312             | 12 tháng 1 năm 2013 | New York Style #1                                               | |
| 366             | 313             | 19 tháng 1 năm 2013 | New York Style #2                                               | |
| 366             | 313             | 19 tháng 1 năm 2013 | 100-Minute Debate                                               | |
| 367             | 314             | 26 tháng 1 năm 2013 | Thợ săn ma cà rồng #1                                           | Kim Bu-seon |
| 368             | 315             | 2 tháng 2 năm 2013  | Thợ săn ma cà rồng #2                                           | |
| 368             | 315             | 2 tháng 2 năm 2013  | Tập đặc biệt tết âm lịch 2013                                   | |
| 369             | 316             | 9 tháng 2 năm 2013  | Cuộc đua bóng chày                                              | |
| 370             | 317             | 16 tháng 2 năm 2013 | Đối mặt #1                                                      | |
| 371             | 318             | February 23, 2013   | Đối mặt #2                                                      | |
| 372             | 319             | 2 tháng 3 năm 2013  | Tôi 2012 VS Tôi 2013                                            | |
| 373             | 320             | 9 tháng 3 năm 2013  | Taxi Vô hạn                                                     | |
| 374             | 321             | 16 tháng 3 năm 2013 | No StressTH!                                                    | Vì Noh Hong-chul không phát âm được âm /ʃ/ (phát âm thành /θ/) cho nên tên tập này đặc biệt nhấn mạnh ở cuối câu. StressTH |
| 375             | 322             | 23 tháng 3 năm 2013 | Tập đặc biệt Hawaii - Anh em Waikiki #1                         | |
| 376             | 323             | 30 tháng 3 năm 2013 | Hawaii - Anh em Waikiki #2                                      | |
| 377             | 324             | April 6, 2013       | Hawaii - Anh em Waikiki #3                                      | |
| 377             | 324             | April 6, 2013       | Trốn tìm #1                                                     | |
| 378             | 325             | 13 tháng 4 năm 2013 | Trốn tìm #2                                                     | |
| 379             | 326             | 20 tháng 4 năm 2013 | Myeong-su 12 tuổi - Đến trường nào~                             | Daisy Donovan xuất hiện trên Infinite Challenge làm tiêu điểm cho phim tài liệu của kênh UK Channel 4 The Greatest Shows on Earth. Kim Yoo-jung |
| 380             | 327             | 27 tháng 4 năm 2013 | Kỷ niệm 8 năm thành lập công ty Muhan - Nhạc kịch #1            | |
| 381             | 328             | 4 tháng 5 năm 2013  | Bingo 2013!                                                     | |
| 382             | 329             | 11 tháng 5 năm 2013 | Korean History TV Lecture Special #1 - Idol Special             | |
| 383             | 330             | May 18, 2013        | Korean History TV Lecture Special #2                            | |
| 383             | 330             | May 18, 2013        | Going Going Completely Gone #1                                  | |
| 384             | 331             | May 25, 2013        | Going Going Completely Gone #2                                  | |
| 385             | 332             | June 1, 2013        | Infinite Company 8th Anniversary - The Musical #2               | |
| 386             | 333             | June 8, 2013        | Infinite Company 8th Anniversary - The Musical #3               | |
| 386             | 333             | June 8, 2013        | Minority Report #1                                              | |
| 387             | 334             | June 15, 2013       | Minority Report #2                                              | |
| 387             | 334             | June 15, 2013       | Hey! Where Are We Going ? #1                                    | |
| 388             | 335             | June 22, 2013       | Hey! Where Are We Going ? #2                                    | |
| 389             | 336             | June 29, 2013       |                                                                 | |
| 389             | 336             | June 29, 2013       | Minority Report #3                                              | |
| 390             | 337             | July 6, 2013        | We Need To Be Funny To Survive!                                 | |
| 391             | 338             | July 13, 2013       | Black versus White                                              | |
| 392             | 339             | July 20, 2013       | You're Definitely A Man                                         | |
| 393             | 340             | July 27, 2013       | The Famous 7 Princess                                           | |
| 394             | 341             | August 3, 2013      | Summer Variety Show Camp #1                                     | |
| 395             | 342             | August 10, 2013     | Summer Variety Show Camp #2                                     | |
| 396             | 343             | August 17, 2013     | Please Take Care Of Infinite Challenge #1                       | |
| 397             | 344             | August 24, 2013     | Please Take Care Of Infinite Challenge #2                       | |
| 398             | 345             | August 31, 2013     | Please Take Care Of Infinite Challenge #3                       | Special guest: EXO |
| 398             | 345             | August 31, 2013     | Infinite Challenge Cheerleader Team #1                          | |
| 399             | 346             | September 7, 2013   | Infinite Challenge Night Club                                   | BoA, G-Dragon, Kim C, You Hee-yeol, Primary, Rose Motel, Kiha & The Faces |
| 400             | 347             | September 14, 2013  | Runaway with the Money Bag 2 - The Attack of the 100 Baldies #1 | |
| 401             | 348             | September 21, 2013  | Runaway with the Money Bag 2 - The Attack of the 100 Baldies #2 | |
| 402             | 349             | September 28, 2013  | Freeway Song Festival 2013 #1 - First Meeting                   | BoA, G-Dragon, Kim C, You Hee-yeol, Primary, Rose Motel, Kiha & The Faces, Lee Juck |
| 403             | 350             | October 5, 2013     | Infinite Challenge Cheerleader Team #2                          | |
| 404             | 351             | October 12, 2013    | Freeway Song Festival 2013 #2                                   | BoA, G-Dragon, Kim C, You Hee-yeol, Primary, Rose Motel, Kiha & The Faces, Gaeko (Dynamic Duo), Defconn |
| 405             | 352             | October 19, 2013    | Freeway Song Festival 2013 #3                                   | BoA, G-Dragon, Kim C, You Hee-yeol, Primary, Rose Motel, Kiha & The Faces, Sweet Sorrow |
| 406             | 353             | October 26, 2013    | Freeway Song Festival 2013 #4                                   | BoA, G-Dragon, Kim C, You Hee-yeol, Primary, Rose Motel, Kiha & The Faces, Kim Cho-han, Gaeko (Dynamic Duo), Lee So-ra, Beenzino |
| 407             | 354             | November 2, 2013    | Freeway Song Festival 2013 #5 - The Concert                     | - BoA, G-Dragon, Kim C, You Hee-yeol, Primary, Rose Motel, Kiha & The Faces - Feat. Kim Cho-han, Defconn, Lee So-ra, Beenzino, Gaeko (Dynamic Duo)                                                                                                   |
| 408             | 355             | November 9, 2013    | Physiognomy Special #1 & Intro to Jamaica and Milan Project     | Skull |
| 409             | 356             | November 16, 2013   | Physiognomy Special #2                                          | |
| 409             | 356             | November 16, 2013   | Game King Special (Manhunt) #1                                  | Defconn |
| 410             | 357             | November 23, 2013   | Game King Special (Manhunt) #2                                  | Defconn |
| 411             | 358             | November 30, 2013   | Modeling in Milan & Jamaica Singing Contest                     | Skull |
| 412             | 359             | December 7, 2013    | 12th Grade (SATs) & Intro to Lonely Buddy Festival              | Defconn |
| 413             | 360             | December 14, 2013   | Lonely Buddy Festival #1                                        | Defconn, Kim Young-chul, Ji Sang-ryeol, Kim Je-dong, Oh Na-mi, Kim Ji-min, Park So-young, Park Ji-sun, Yang Pyung (Kiha & The Faces), Sunny (Girls' Generation), Park Soo-hong, Yoon Sang, So Ji-sub, Lee Dong-wook                                  |
| 414             | 361             | December 21, 2013   | Lonely Buddy Festival #2                                        | Ji Sang-ryeol, Kim Young-chul, Kim Na-young, Park Hwi-sun, Yang Pyung (Kiha & The Faces), Sunny (Girls' Generation), Daesung (Big Bang), Narsha, Jin Goo, Ryu Seung-soo, Ahn Young-mi, Shin Sung-woo, Kim Je-dong, Hyun Sook, Jo Seung-goo, Jo Se-ho |
| 415             | 362             | December 28, 2013   | Lonely Buddy Festival #3                                        | Ji Sang-ryeol, Kim Na-young, Park Hwi-sun, Yang Pyung (Kiha & The Faces), Sunny (Girls' Generation), Daesung (Big Bang), Narsha, Jin Goo, Ryu Seung-soo, Ahn Young-mi, Shin Sung-woo, Jo Se-ho, Nam Chang-hee                                        |

### 2014
| Season 4 (2014) | Season 4 (2014) | Season 4 (2014)    | Season 4 (2014)                                                     | Season 4 (2014) |
| #               | Episodes #      | Air Date           | Synopsis                                                            | Guest/Notes |
| --------------- | --------------- | ------------------ | ------------------------------------------------------------------- | --- |
| 416             | 363             | January 4, 2014    | What If? #1                                                         | Jang Yoon-ju, Song Eun-yi, Kim Sook |
| 417             | 364             | January 11, 2014   | What If? #2                                                         | Jang Yoon-ju, Song Eun-yi, Kim Sook, Baek Bo-ram, Jeong Ga-eun |
| 418             | 365             | January 18, 2014   | What If? #3                                                         | Jang Yoon-ju, Je Yeong-jae(PD), Maeng Seung-ji, Park Ji-na(Korean classical musician) |
| 419             | 366             | January 25, 2014   | Cheerleading Project 2014                                           | Special appearance by BEAST, 4Minute, Apink, EXO, B1A4 at the end. |
| 420             | 367             | February 1, 2014   | Year of the Horse                                                   | Jo Se-ho, Maeng Seung-ji, Do Dae-woong |
| 421             | 368             | February 8, 2014   | Let's Throw Yuts - Let's Do Laundry Together                        | Jo Se-ho, Defconn |
| 421             | 368             | February 8, 2014   | IC Detective Office                                                 | Pyo Chang-won, Special appearance by Hong Jin-young, Hong Seong-bin |
| 422             | 369             | February 22, 2014  | Jamaica Special #1                                                  | Skull |
| 422             | 369             | February 22, 2014  | Jae Suk~ Where are we going? #1                                     | |
| 423             | 370             | March 1, 2014      | Jamaica Special #2                                                  | Skull, Special appearance by Usain Bolt |
| 423             | 370             | March 1, 2014      | Jae Suk~ Where are we going? #2                                     | |
| 424             | 371             | March 8, 2014      | Jamaica Special #3                                                  | Skull, TVJ Smile Jamaica Show Hosts and Production Team |
| 424             | 371             | March 8, 2014      | Protect the Earth #1                                                | |
| 425             | 372             | March 15, 2014     | Protect the Earth! #2                                               | Park Hyung-sik, Lee Sang-hwa |
| 425             | 372             | March 15, 2014     | Speed Racer - Preparation Meeting                                   | |
| 426             | 373             | March 22, 2014     | Speed Racer #1 - Fast and Furious                                   | Racecar Drivers - Kwon Bom-i, Kim Dong-eun, O Il-gi |
| 427             | 374             | March 29, 2014     | Cheerleading Squad #1                                               | Jung Il-woo, Park Shin-hye, Baro |
| 428             | 375             | April 5, 2014      | Speed Racer #2                                                      | Racecar Drivers - Kwon Bom-i, Kim Dong-eun, O Il-gi |
| 429             | 376             | April 12, 2014     | Speed Racer #3                                                      | Racecar Drivers - Kwon Bom-i, Kim Dong-eun, O Il-gi |
| 430             | 377             | May 3, 2014        | Election 2014 #1 - The Choice                                       | Gil left the show due to drunk driving. Kim Bo-sung |
| 431             | 378             | May 10, 2014       | Election 2014 #2 - The Campaign                                     | |
| 432             | 379             | May 17, 2014       | Election 2014 #3 - Behind The Scenes Dealings                       | |
| 433             | 380             | May 24, 2014       | Hong Chul! Let's Get Married!                                       | - Ji Ho-jin - Subsequent episodes of this project were cancelled due to complaints that the episode blatantly objectified women                                                                  |
| 433             | 380             | May 24, 2014       | Election 2014 #4 - The Vote                                         | |
| 434             | 381             | May 31, 2014       | Election 2014 #5 - The Results                                      | |
| 434             | 381             | May 31, 2014       | Super Special Meeting with Kim Hee-ae                               | Kim Hee-ae, Kim Young-chul |
| 435             | 382             | June 7, 2014       | We're Hungry Special                                                | Yoon Do-hyun |
| 436             | 383             | June 14, 2014      | Cheerleading Squad #2 - Pre Brazil                                  | Jang Yoon-ju, Jung Il-woo, Son Ye-jin, Baro, Lizzy, Ji Sang-ryeol |
| 437             | 384             | June 21, 2014      | Cheerleading Squad #3 - World Cup Begins                            | Jung Il-woo, Son Ye-jin, Baro, Lizzy, Ji Sang-ryeol, Kim Je-dong, Kim Bum-soo, Lee Guk-joo, John Park                                                                                            |
| 438             | 385             | June 28, 2014      | Cheerleading Squad #4 - In Brazil                                   | Jung Il-woo, Son Ye-jin, Baro |
| 439             | 386             | July 5, 2014       | Speed Racer #4                                                      | |
| 440             | 387             | July 12, 2014      | Speed Racer #5                                                      | |
| 441             | 388             | July 19, 2014      | Speed Racer #6                                                      | |
| 441             | 388             | July 19, 2014      | The Emergency Crisis Response Headquarters                          | |
| 442             | 389             | July 26, 2014      | Bangkok Tour                                                        | |
| 443             | 390             | August 2, 2014     | Midnight in Seoul                                                   | Danny Ahn, Joon Park, Son Hoyoung, Kim Je-dong, Ryu Seung-soo, Nam Chang-hee, Hong Jin-young, Lee Guk-joo, Kim Won-jun                                                                           |
| 444             | 391             | August 9, 2014     | The Heat Wave Era                                                   | |
| 445             | 392             | August 16, 2014    | The Prisoner's Dilemma #1                                           | |
| 446             | 393             | August 23, 2014    | The Prisoner's Dilemma #2                                           | |
| 446             | 393             | August 23, 2014    | I Am Your Biggest Fan: Camping Special #1                           | |
| 447             | 394             | August 30, 2014    | I Am Your Biggest Fan: Camping Special #2                           | |
| 448             | 395             | September 6, 2014  | I Am Your Biggest Fan: Camping Special #3                           | |
| 448             | 395             | September 6, 2014  | Radio Day Special #1                                                | |
| 449             | 396             | September 13, 2014 | Radio Day Special #2                                                | Jun Hyun-moo, Kim Shin-young, Park Kyung-lim, Bae Chul-soo, Ji Sang-ryeol, Tablo, Jonghyun (SHINee), Sunny Hill                                                                                  |
| 450             | 397             | September 20, 2014 | Radio Day Special #3                                                | Jun Hyun-moo, Kim Shin-young, Lee Guk-joo, Lee Dong-wook, So Ji-sub, Park Gyuri, Jo Sungmo, Kim Do-hyang                                                                                         |
| 451             | 398             | October 4, 2014    | Radio Day Special #4                                                | Bae Chul-soo, Sunny (Girls' Generation), Tablo, Lee Juck, Jonghyun (SHINee), Byul |
| 452             | 399             | October 11, 2014   | Hangul Special                                                      | |
| 453             | 400             | October 18, 2014   | 400th Episode Special: Begin Again #1                               | |
| 454             | 401             | October 25, 2014   | 400th Episode Special: Begin Again #2                               | |
| 455             | 402             | November 1, 2014   | Special Exhibitions Episode #1                                      | Lee Hyori, Lee Sang-soon |
| 456             | 403             | November 8, 2014   | Special Exhibitions Episode #2: Saturday, Saturday's: I am a Singer | Ock Joo-hyun, Bada, Lee Jae-hoon, Kim Jo-han, Kangta, Shin Hye-sung, Lee Ji-hoon, Kim Jae-duc, Jang Su-won, So Chan-whee, Kim Hyun-jung, Seo Taiji                                               |
| 457             | 404             | November 15, 2014  | The War of Money #1                                                 | |
| 458             | 405             | November 22, 2014  | The War of Money #2                                                 | |
| 459             | 406             | November 29, 2014  | Extreme Part Time Jobs #1                                           | - Cha Seung-won - Noh Hong-chul left the show due to drunk driving. |
| 460             | 407             | December 6, 2014   | Extreme Part Time Jobs #2                                           | Cha Seung-won |
| 461             | 408             | December 13, 2014  | The Giant of Seduction                                              | Seo Jang-hoon |
| 462             | 409             | December 20, 2014  | Saturday, Saturday's: I am a Singer #1                              | Kim Jong-kook, Kim Jung-nam, Jinusean, Bada, Shoo, Seohyun (Phone Call Only), Jo Sungmo, Lee Jung-hyun, Yoon Il-sang, Kim Gun-mo                                                                 |
| 463             | 410             | December 27, 2014  | Saturday, Saturday's: I am a Singer #2                              | Turbo - (Kim Jong-kook & Kim Jung-nam), Kim Hyun-jung, S.E.S. - (Bada & Shoo) with Seohyun, Lee Jung-hyun, So Chan-whee, Jo Sungmo, Kim Gun-mo, Jinusean, Uhm Jung-hwa, Cool with Yewon, Lee Bon |

### 2015
| Season 4 (2015) | Season 4 (2015) | Season 4 (2015)    | Season 4 (2015)                                                                       | Season 4 (2015) |
| #               | Episodes #      | Air Date           | Synopsis                                                                              | Guest/Notes |
| --------------- | --------------- | ------------------ | ------------------------------------------------------------------------------------- | --- |
| 464             | 411             | January 3, 2015    | Saturday, Saturday's: I am a Singer #3                                                | Lee Bon(MC), Turbo (Kim Jong-kook, Kim Jung-nam), Kim Hyun-jung, S.E.S. (Bada, Shoo) with Seohyun, Cool (Lee Jae-hoon, Kim Sung-soo) with Yewon, So Chan-whee, Jinusean (Jinu, Sean), Jo Sungmo, Lee Jung-hyun, Uhm Jung-hwa, Kim Gun-mo (Ordered according to stage appearance) |
| 465             | 412             | January 10, 2015   | Home Alone Special                                                                    | Seo Jang-hoon |
| 466             | 413             | January 24, 2015   | I'm an Action Star                                                                    | Jung Doo-hong, Heo Myeong-haeng |
| 467             | 414             | February 7, 2015   | A Hard Day - Battle for the Box #1                                                    | |
| 468             | 415             | February 14, 2015  | A Hard Day - Battle for the Box #2                                                    | |
| 469             | 416             | February 21, 2015  | IC's Big Party #1                                                                     | Seo Jang-hoon, Hyun Joo-yup, Kim Jin, Kim Young-chul, Kim Je-dong, Park Hyuk-kwon, Kang Kyun-sung, Lee Kyu-han, Go Kyung-pyo, Jung Yong-hwa, Seo Eunkwang, Hong Jin-kyung, and Park Seul-gi |
| 470             | 417             | February 28, 2015  | IC's Big Party #2                                                                     | Seo Jang-hoon, Hyun Joo-yup, Kim Jin, Kim Young-chul, Kim Je-dong, Park Hyuk-kwon, Kang Kyun-sung, Lee Kyu-han, Go Kyung-pyo, Jung Yong-hwa, Seo Eunkwang, Hong Jin-kyung, and Park Seul-gi |
| 470             | 417             | February 28, 2015  | IC's Small Party                                                                      | Kim Sung-soo, Pyo Young-ho, Lee Kyun, Jo Hye-ryun, Yoon Jung-soo, and Lee Yoon-suk |
| 471             | 418             | March 7, 2015      | IC Daycare Center                                                                     | - Members become daycare teachers for one day - Special guest: Professor Oh Eun Young |
| 472             | 419             | March 14, 2015     | Sixth Man - Secret Member #1                                                          | Jang Dong-min, Kim Young-chul, Jun Hyun-moo, Defconn, Hwang Kwanghee, Joo Sang-wook |
| 473             | 420             | March 21, 2015     | Sixth Man - Secret Member #2                                                          | Hong Jin-ho, Lee Seo-jin, Hong Jin-kyung, Henry Lau, Kang Kyun-sung, Kim Ji-seok, Choi Siwon, Seo Jang-hoon, Niel, Kim Ji-hoon, Lee Gi-kwang, Park Jin-young, Yoo Byung-jae, Ryu Jeong-nam, Shin Soohyun |
| 474             | 421             | March 28, 2015     | Sixth Man - Secret Member #3                                                          | Hwang Kwanghee, Kang Kyun-sung, Jang Dong-min, Hong Jin-kyung, Choi Siwon, Yoo Byung-jae, Seo Jang-hoon, Jun Hyun-moo |
| 475             | 422             | April 4, 2015      | Sixth Man - Secret Member #4                                                          | Hwang Kwanghee, Kang Kyun-sung, Jang Dong-min, Hong Jin-kyung, Choi Siwon, Yoo Byung-jae, Seo Jang-hoon, Jun Hyun-moo |
| 476             | 423             | April 11, 2015     | Sixth Man - Secret Member #5                                                          | Hwang Kwanghee, Jang Dong-min, Hong Jin-kyung, Kang Kyun-sung, Choi Siwon, Kang Kyun-sung, Kim Sook, Shin Bong-sun, Yoo Byung-jae, Mino, Lee Hoon, Lee Dong-jun |
| 477             | 424             | April 18, 2015     | Sixth Man - Secret Member #6                                                          | - Hwang Kwanghee, Jang Dong-min, Hong Jin-kyung, Kang Kyun-sung, Choi Siwon, Kim Sook, Shin Bong-sun, Yoo Byung-jae, Kim Bo-sung, Kim Chang-ryeol, Jang Do-yeon, Park Na-rae, Nam Chang-hee, Jo Jung-chi, Simon Yam - Jang Dong-min withdraw from the final voting due to his past misogynistic remarks controversy - Hwang Kwanghee is elected as the new member of Infinite Challenge |
| 478             | 425             | April 25, 2015     | Desert Island II #1                                                                   | |
| 479             | 426             | May 2, 2015        | Desert Island II #2                                                                   | |
| 480             | 427             | May 9, 2015        | Welcoming Ceremony #1                                                                 | |
| 481             | 428             | May 16, 2015       | Welcoming Ceremony #2                                                                 | |
| 482             | 429             | May 23, 2015       | Welcoming Ceremony #3                                                                 | |
| 483             | 430             | May 30, 2015       | Extreme Part Time Job: Overseas Edition #1                                            | |
| 484             | 431             | June 6, 2015       | Extreme Part Time Job: Overseas Edition #2                                            | |
| 485             | 432             | June 13, 2015      | Real Bangkok Tour                                                                     | |
| 485             | 432             | June 13, 2015      | 2015 First Half IC News                                                               | |
| 486             | 433             | June 20, 2015      | IC Express Delivery - World Scholarship Quiz                                          | Park Hyung-sik, Uee(voice only), Kim Je-dong |
| 487             | 434             | June 27, 2015      | I Need Romance                                                                        | Uee, Kim Je-dong, Ji Sang-ryeol, Kim Young-chul, Hong Seok-cheon, Song Eun-yi, Kim Sook, Shin Bong-sun |
| 488             | 435             | July 4, 2015       | 2015 Infinite Challenge Summer Music Festival #1                                      | - IU, G-Dragon & Taeyang, Park Jin-Young, Zion.T, Yoon Sang, Band Hyukoh - Yoo Hee-yeol, Lee Juck, Yoon Jong-Shin appeared as judges |
| 489             | 436             | July 11, 2015      | 2015 Infinite Challenge Summer Music Festival #2                                      | - Musical Guest: IU, G-Dragon & Taeyang, Park Jin-Young, Zion.T, Yoon Sang, Band Hyukoh - Featuring: Yoo Jae-hwan |
| 490             | 437             | July 18, 2015      | 2015 Infinite Challenge Summer Music Festival #3                                      | - Musical Guest: IU, G-Dragon & Taeyang, Park Jin-Young, Zion.T, Yoon Sang, Band Hyukoh - Featuring: Dok2, The Quiett, Beenzino |
| 491             | 438             | July 25, 2015      | 2015 Infinite Challenge Summer Music Festival #4                                      | - Musical Guest: IU, G-Dragon & Taeyang, Park Jin-Young, Zion.T, Yoon Sang, Band Hyukoh - Featuring: You Hee-yeol, Lee Juck, Yoo Jae-hwan |
| 492             | 439             | August 1, 2015     | 2015 Infinite Challenge Summer Music Festival #5                                      | - Musical Guest: IU, G-Dragon & Taeyang, Park Jin-Young, Zion.T, Yoon Sang, Band Hyukoh - Featuring: You Hee-yeol, Lee Juck, Beenzino, Yoo Byung-jae, Yoo Jae-hwan |
| 493             | 440             | August 8, 2015     | 2015 Infinite Challenge Summer Music Festival #6: Yeongdong Expressway Music Festival | - Musical Guest: IU, G-Dragon & Taeyang, Park Jin-Young, Zion.T, Yoon Sang, Band Hyukoh - Featuring: Beenzino, DAVINK, Spacecowboy, Ju Min-Jeong, Hyolyn, Yang Pyung, Yoo Jae-hwan |
| 494             | 441             | August 15, 2015    | Infinite Challenge Express Delivery #1                                                | |
| 495             | 442             | August 22, 2015    | 2015 Infinite Challenge Summer Music Festival #7: Yeongdong Expressway Music Festival | - Musical Guest: IU, G-Dragon & Taeyang, Park Jin-Young, Zion.T, Yoon Sang, Band Hyukoh - Featuring: DAVINK, Spacecowboy, Ju Min-Jeong, Hyolyn, Yang Pyung, Lee Juck, Yoo Jae-hwan |
| 496             | 443             | August 29, 2015    | Infinite Challenge Express Delivery #2                                                | |
| 497             | 444             | September 5, 2015  | Infinite Challenge Express Delivery #3                                                | |
| 498             | 445             | September 12, 2015 | Infinite Challenge Express Delivery #4                                                | Special appearance by President of Gabon Ali Bongo Ondimba |
| 499             | 446             | September 19, 2015 | One-day Activity Schedule                                                             | - Each member was given a set amount of money(KRW 10.000) to complete the schedule they planned themselves - Cameo: Hong Jin-kyung, Uhm Jung-hwa, Nam Chang-hee |
| 500             | 447             | September 26, 2015 | Weekend Blockbuster                                                                   | - Members participating in dubbing Hollywood movie Begin Again for MBC Chuseok Special - Jung Hyung-don couldn't participated for the latter part of the project due to pneumonia. - Guest: Ahn Ji-hwan, Bak Seon-yeong, Kim Yeong-seon, Bang Seong-joon, Choi Seok-pil, Lee Woo-shin, Yoon So-ra, Kim Seo-yeong, Jo Hyeon-jeong - Cameo: Kim Dong-wook, Yoo Jae-hwan |
| 501             | 448             | October 3, 2015    | 2015 Special Project Exhibition                                                       | Members were divided into three to come up with ten potential projects for the coming year. The projects were voted by online viewers and MBC PDs and the top three projects will go into production. |
| 501             | 448             | October 3, 2015    | War of Idiots: Age of Innocence #1                                                    | Guest: Hong Jin-kyung, Eun Ji-won |
| 502             | 449             | October 10, 2015   | War of Idiots: Age of Innocence #2                                                    | Recruitment of the Idiots Avengers Team Guest Members: Hong Jin-kyung, Eun Ji-won, Sol Bi, Shim Hyung-tak, Kan Mi-youn, Chae Yeon, Kim Jong-min |
| 503             | 450             | October 17, 2015   | War of Idiots: Age of Innocence #3                                                    | Hong Jin-kyung, Eun Ji-won, Sol Bi, Shim Hyung-tak, Kan Mi-youn, Chae Yeon, Kim Jong-min, Park Na-rae |
| 504             | 451             | October 24, 2015   | War of Idiots: Age of Innocence #4                                                    | - Idiot Avenger Guests: Hong Jin-kyung, Eun Ji-won, Sol Bi, Shim Hyung-tak, Kan Mi-youn, Chae Yeon, Kim Jong-min, Park Na-rae - Brainiac Team Guests: Kim Gura, Jun Hyun-moo |
| 505             | 452             | October 31, 2015   | Funeral for Park Myeong-su's Laughter & Seeking Laughter Hunter                       | Funeral Guests: Yoo Jae-hwan, Lee Guk-joo, Park Na-rae, DJ Charles, Jo Se-ho, Kim Shin-young |
| 506             | 453             | November 7, 2015   | Infinite Challenge Tour #1                                                            | - Korean History Tour: Yoo Jae-suk, Hwang Kwanghee, Guest: Eric Nam - Korean Foodie Tour: Jeong Jun-ha, Haha, Guests: Sam Hammington, Sam Okyere, John Park - Korean Romance Tour: Park Myeong-su, Jeong Hyeong-don |
| 507             | 454             | November 14, 2015  | Infinite Challenge Tour #2                                                            | - Guests: Eric Nam, John Park, Yoo Jae-hwan - Jeong Hyeong-don left the show indefinitely due to health problems. |
| 508             | 455             | November 21, 2015  | Infinite Challenge Dream #1                                                           | Members were auctioned off to other MBC produced shows, dramas, movies and radios Son Yi-cheon - auctioneer, and 24 production teams with a total of 36 production crew |
| 509             | 456             | November 28, 2015  | Infinite Challenge Dream #2                                                           | My Daughter, Geum Sa-wol - Yoo Jae-suk (Jeon In-hwa, Son Chang-min, Yoon Hyun-min, Baek Jin-hee, Lee Jae-jin - director, Park Ji-hyeon - head director) Dad is Daughter - Park Myeong-su (Yoon Je-moon, Shim Hyung-tak, Jung So-min, Kim Hyeong-Hyeop - director) Silver Green Home Is Good - Hwang Kwanghee (Choi Jae-hyeok - PD, Jung Jin-soo - reporter, Sung Jae-gyeong - captain) Risking Life for Love - Haha (Chen Bolin, Chun Jung-myung, Ha Ji-won, Song Min-gyu - director) My Little Television - Jeong Jun-ha (Nemo (Jeong Jun-ha's wife (voice only)), Kim Gura, Seo Yu-ri, Lee Ha-neul, Park Jin-gyeong - director, Yoon Hee-na - writer(smell writer)) |
| 510             | 457             | December 5, 2015   | Infinite Challenge Dream #3                                                           | Mystic TV: Surprise - Yoo Jae-suk, Park Myeong-su (Kim Min-jin, Jim Ha-yeong, Matthew Sleight, Vadim Sallayznave, Park Jae-hyeon, Song Yun-sang, Kang Yeong-seong - director, Jeong Seon-hui - Production PD) Find! Delicious TV - Park Myeong-su (Yoo Jae-suk, Jeong Jun-ha, Haha, Hwang Kwanghee(reinforcements), Kang Leo, Hong Jin-young) MBC Documentary Special - Haha (Man Chon (anonymous rapper)) |
| 510             | 457             | December 5, 2015   | Zero Complaints #1                                                                    | Production team try best to improve the working conditions for the members Guest: Sa Hwa-gyeong (MBC local chief), Lee Ae-ran |
| 511             | 458             | December 12, 2015  | Zero Complaints #2                                                                    | Guest: Lee Ae-ran |
| 511             | 458             | December 12, 2015  | 2015 Second Half IC News #1                                                           | Dentistry - Jeong Jun-ha, Yoo Jae-suk (Dr. Ahn Sang-cheol) Wig - Park Myeong-su (Director Kim Tae-hwon) |
| 512             | 459             | December 19, 2015  | 2015 Second Half IC News #2                                                           | Acting Class- Hwang Kwanghee (Lee Sung-min, Yim Si-wan SSD (Saturday Saturday Drama) - Park Myeong-su, Jeong Jun-ha, Yoo Jae-suk (Kim Hye-ja) |
| 512             | 459             | December 19, 2015  | Wanted by Public #1                                                                   | 8 detectives from Busan Metropolitan Police Agency (2 people per team) Detective Team 1 - Park Seong-hyeon, Moon Hyeong Detective Team 2 - Lee Do-gyeong, Kim In-tae Detective Team 3 - Jeong Tae-u, Kang Dae-hyeon Detective Team 4 - Lee Maeng-yeong, Yoon Mun-seong |
| 513             | 460             | December 26, 2015  | Wanted by Public #2                                                                   | 8 detectives from Busan Metropolitan Police Agency (2 people per team) Detective Team 1 - Park Seong-hyeon, Moon Hyeong Detective Team 2 - Lee Do-gyeong, Kim In-tae Detective Team 3 - Jeong Tae-u, Kang Dae-hyeon Detective Team 4 - Lee Maeng-yeong, Yoon Mun-seong |

### 2016
| Season 4 (2016) | Season 4 (2016) | Season 4 (2016)    | Season 4 (2016)                                      | Season 4 (2016) |
| #               | Episodes #      | Air Date           | Synopsis                                             | Guest/Notes |
| --------------- | --------------- | ------------------ | ---------------------------------------------------- | --- |
| 514             | 461             | January 2, 2016    | Wanted by Public #3                                  | 8 detectives from Busan Metropolitan Police Agency (2 people per team) Detective Team 1 - Park Seong-hyeon, Moon Hyeong Detective Team 2 - Lee Do-gyeong, Kim In-tae Detective Team 3 - Jeong Tae-u, Kang Dae-hyeon Detective Team 4 - Lee Maeng-yeong, Yoon Mun-seong |
| 515             | 462             | January 9, 2016    | Entertainment General Assembly                       | Two assemblies. One discusses Infinite Challenge, the other discusses TV in general. First part (IC Assembly) - Kim Tae-ho (Infinite Challenge PD), critics Jeong Deok-hyun (popular culture critics), Wi Geun-woo (journalist) and Kim Gyo-seok (TV columnist) Second part (General Assembly): 2015 Variety Superstar: Lee Kyung-kyu (Variety King), Kim Gura, Kim Sung-joo, Yoon Jong-shin, Park Na-rae, Kim Young-chul, Seo Jang-hoon 2016 Variety Potential Talents: Yoon Jung-soo, Kim Sook, Yoo Jae-hwan, MC Gree (son of Kim Gura), Shin Won-ho (via phone) |
| 516             | 463             | January 16, 2016   | The Martian                                          | Shim Hyung-tak, PD Park Chang-hun |
| 517             | 464             | January 23, 2016   | Letters of Fortune                                   | |
| 518             | 465             | January 30, 2016   | Variety School: School of Fun                        | Jack Black, Sam Okyere và Sam Hammington |
| 519             | 466             | February 6, 2016   | Introducing My Ugly Friends Festival Season 2 #1     | EXO Baekhyun (via phone) Brief appearance, and invited, but did not appear for festival: Yoo Hae-jin, Kim Young-chul, Jang Hang-jun, You Hee-yeol‚ Bae Cheol-soo Festival members: Jo Se-ho, Defconn, Kim Soo-yong, Jee Seok-jin, Woo Hyeon, Kim Hee-won, Bobby, Ha Sang-wook, Kim Tae-jin (musician), Lee Chun-soo, Byun Jin-sub, Lee Bong-ju |
| 520             | 467             | February 13, 2016  | Introducing My Ugly Friends Festival Season 2 #2     | Festival members: Jo Se-ho, Defconn, Kim Soo-yong, Jee Seok-jin, Woo Hyeon, Kim Hee-won, Bobby, Ha Sang-wook, Kim Tae-jin (musician), Lee Chun-soo, Byun Jin-sub, Lee Bong-ju Additional guest performance: Zion.T |
| 521             | 468             | February 20, 2016  | Introducing My Ugly Friends Festival Season 2 #3     | Festival members: Jo Se-ho, Defconn, Kim Soo-yong, Jee Seok-jin, Woo Hyeon, Kim Hee-won, Bobby, Ha Sang-wook, Kim Tae-jin (musician), Lee Chun-soo, Byun Jin-sub, Lee Bong-ju |
| 522             | 469             | February 27, 2016  | The Bad Memory Eraser #1                             | Mentors: Cho Chung-min, Kim Byung-hu, Kim Hyun-jung, Yoon Tae-ho, Haemin (Monk) |
| 523             | 470             | March 5, 2016      | The Bad Memory Eraser #2                             | Sam Hammington |
| 523             | 470             | March 5, 2016      | The Ratings Special Forces #1                        | Lee Sang-joo, Lim Sung-eun |
| 524             | 471             | March 12, 2016     | The Ratings Special Forces #2                        | Lee Bong-ju |
| 525             | 472             | March 19, 2016     | Master of Hip-Hop - MC Minzy                         | Zico, DJ Millic |
| 526             | 473             | March 26, 2016     | Wedding Singers #1                                   | Sung Si-kyung, Jung Sung-hwa, Jung Sang-hoon, Lee Joon, Yoon Doo-joon, Jung Yong-hwa, Jang Beom-joon |
| 527             | 474             | April 2, 2016      | Wedding Singers #2                                   | Kim Hee-ae, Byul |
| 527             | 474             | April 2, 2016      | Perfect Sense #1                                     | Zico, Yang Se-hyung |
| 528             | 475             | April 9, 2016      | Perfect Sense #2                                     | Zico, Yang Se-hyung Appearances by GFriend, Charming Choi (magician), and impersonators Jeong Jong-cheol, Jung Sung-ho, Kim Hak-do and Ahn Yoon-sang |
| 529             | 476             | April 16, 2016     | Perfect Sense #3                                     | |
| 529             | 476             | April 16, 2016     | Saturday, Saturday's, I Am A Singer 2: Sechs Kies #1 | Sechs Kies |
| 530             | 477             | April 23, 2016     | Saturday, Saturday's, I Am A Singer 2: Sechs Kies #2 | Sechs Kies |
| 531             | 478             | April 30, 2016     | Saturday, Saturday's, I Am A Singer 2: Sechs Kies #3 | Sechs Kies |
| 532             | 479             | May 7, 2016        | 2016 Infinite Company                                | Yang Se-hyung, Kim Eun-hee, Jang Hang-jun, Jang Won-seok (film producer) |
| 533             | 480             | May 14, 2016       | Wedding Singers #3                                   | Jang Beom-joon, Byul, Lee Juck, Kim Hee-ae, Jung Yong-hwa, Yoon Doo-joon, Lee Joon, Jung Sung-hwa, Jung Sang-hoon |
| 534             | 481             | May 21, 2016       | Wedding Singers #4                                   | Jang Beom-joon, Byul, Lee Juck, Kim Hee-ae, Jung Yong-hwa, Yoon Doo-joon, Lee Joon, Jung Sung-hwa, Jung Sang-hoon |
| 535             | 482             | May 28, 2016       | Wedding Singers #5                                   | Jang Beom-joon, Lee Juck, Kim Hee-ae, Jung Sung-hwa, Jung Sang-hoon, Jo Se-ho |
| 536             | 483             | June 4, 2016       | Relay Toon #1                                        | Yang Se-hyung, Yoon Tae-ho, Joo Ho-min, Byun Ji-min (Super Pink), Lee Mal-nyun, Kim Hui-min (Kian84), Jun Yong-sik (Gaspard) |
| 537             | 484             | June 11, 2016      | Relay Toon #2                                        | Yang Se-hyung, Yoon Tae-ho, Joo Ho-min, Byun Ji-min (Super Pink), Lee Mal-nyun, Kim Hui-min (Kian84), Jun Yong-sik (Gaspard) |
| 538             | 485             | June 18, 2016      | What Shall We Do Today? #1                           | Sam Hammington, Sam Okyere |
| 539             | 486             | June 25, 2016      | What Shall We Do Today? #2                           | Sam Hammington, Sam Okyere |
| 539             | 486             | June 25, 2016      | Relay Toon #3                                        | Kim Hui-min (Kian84) |
| 540             | 487             | July 2, 2016       | Living as Yoo Jae-suk VS Living as Park Myeong-su    | Yang Se-hyung, Kim Bo-kyung (IC staff), Jang Woo-sung (production assistant), Park Chang-hoon ('The Capable Ones' PD) & Kwon Seok (deputy general manager, MBC) |
| 540             | 487             | July 2, 2016       | Relay Toon #4                                        | Yang Se-hyung, Lee Mal-nyun |
| 541             | 488             | July 9, 2016       | Relay Toon #5                                        | Yang Se-hyung, Jun Yong-sik (Gaspard) |
| 541             | 488             | July 9, 2016       | The Wailing #1                                       | Yang Se-hyung |
| 542             | 489             | July 16, 2016      | Relay Toon #6                                        | Byun Ji-min (Super Pink) |
| 542             | 489             | July 16, 2016      | The Wailing #2                                       | Yang Se-hyung |
| 543             | 490             | July 23, 2016      | Relay Toon #7                                        | Yoon Tae-ho, Yang Se-hyung |
| 543             | 490             | July 23, 2016      | Dispute Resolution Committee #1                      | Yang Se-hyung, Kim Young-chul, Kim Hyun-chul |
| 544             | 491             | July 30, 2016      | Relay Toon #8                                        | Yang Se-hyung, Joo Ho-min |
| 544             | 491             | July 30, 2016      | Dispute Resolution Committee #2                      | Yang Se-hyung, Kim Shin-young |
| 544             | 491             | July 30, 2016      | Heart Rate Hide & Seek #1                            | Yang Se-hyung, Jeong Hee-do (Tarot card master) |
| 545             | 492             | August 6, 2016     | IC News                                              | Jeong Hyeong-don officially left the show after being on hiatus since November 2015. This was addressed in this segment. |
| 545             | 492             | August 6, 2016     | Heart Rate Hide & Seek #2                            | Yang Se-hyung |
| 546             | 493             | August 13, 2016    | L.A. Special #1                                      | Kim Jong-kook, Zico, GFriend |
| 547             | 494             | August 20, 2016    | L.A. Special #2                                      | Yang Se-hyung, Phil Ahn Young (son of Ahn Changho), Philip Ahn Cuddy (grandson of Ahn Changho) |
| 548             | 495             | August 27, 2016    | Making of: Infinite Company - Employees in Crisis    | Yang Se-hyung, Kim Eun-hee, Jang Hang-jun, Jang Won-seok (film producer), Lee Je-hoon, G-Dragon, Kim Hee-won |
| 549             | 496             | September 3, 2016  | Relay Toon: Results                                  | Yang Se-hyung, Kim Yeon-koung |
| 549             | 496             | September 3, 2016  | Infinite Company: Employees In Crisis #1             | Yang Se-hyung, Jang Hang-jun(director), Kim Eun-hee(playwright), G-Dragon, Son Jong-hak, Kim Hee-won, Shin Dong-mi, Ahn Mi-na, Lee Je-hoon, Jeon Mi-seon, Jun Kunimura, Jun Suk-ho, Kim Hye-soo, Kim Won-hae, Jang Won-seok(executive producer), Park Jun-sik(PD), Lee Yeong-bin(cinematographer), O Seok-pil(lighting director) |
| 550             | 497             | September 10, 2016 | Relay Toon: Punishment                               | Yang Se-hyung |
| 550             | 497             | September 10, 2016 | Infinite Company: Employees In Crisis #2             | Yang Se-hyung, Jang Hang-jun(director), Kim Eun-hee(playwright), Jun Kunimura, G-Dragon, Kim Hwan-hee, Jeong Hyeong-don, Kim Hee-won, Son Jong-hak, Shin Dong-mi, Jun Suk-ho, Ahn Mi-na, Jeon Mi-seon, Lee Je-hoon, Kim Won-hae, Kim Hye-soo, Jang Won-seok(executive producer), Park Jun-sik(PD), Lee Yeong-bin(cinematographer), O Seok-pil(lighting director) |
| 551             | 498             | September 17, 2016 | Dancing King                                         | EXO, Kyuhyun, Baek Koo-young (choreographer), Yang Se-hyung |
| 552             | 499             | September 24, 2016 | War of the Gods #1                                   | Yang Se-hyung, Hwang Jung-min, Jung Woo-sung, Ju Ji-hoon, Kwak Do-won, Jung Man-sik, Kim Won-hae |
| 553             | 500             | October 1, 2016    | 500th Episode Celebration                            | Yang Se-hyung |
| 553             | 500             | October 1, 2016    | War of the Gods #2                                   | Yang Se-hyung, Hwang Jung-min, Jung Woo-sung, Ju Ji-hoon, Kwak Do-won, Jung Man-sik, Kim Won-hae |
| 554             | 501             | October 8, 2016    | Mudori Go #1                                         | Yang Se-hyung, Kang Ma-ae (aerobics instructor), Park Ji-eun (dancer), Choi Song-hwa (dancer), Hwang Hye-young (dancer), Ham Ga-yeon (dancer), Kim Ji-ho (rowing coach) |
| 555             | 502             | October 15, 2016   | Mudori Go #2                                         | Yang Se-hyung, Kang Ma-ae (aerobics instructor), Park Ji-eun (dancer), Choi Song-hwa (dancer), Hwang Hye-young (dancer), Ham Ga-yeon (dancer), Kim Ji-ho (rowing coach), Son Star, Jo Kyung-ho (wrestler), Kim Min-ho (wrestler), Han Sang-bong (sky diving instructor), Moon Jung-jun |
| 556             | 503             | October 22, 2016   | We Are Men of Nature                                 | Yang Se-hyung |
| 556             | 503             | October 22, 2016   | Gravity Special #1                                   | Yang Se-hyung |
| 557             | 504             | October 29, 2016   | Gravity Special #2                                   | Yang Se-hyung |
| 558             | 505             | November 5, 2016   | Gravity Special #3                                   | Yang Se-hyung, Salizhan Sharipov |
| 558             | 505             | November 5, 2016   | War of Idiots: Civil War                             | Yang Se-hyung |
| 559             | 506             | November 12, 2016  | Hip Hop & History Special #1                         | Yang Se-hyung, Dok2, Gaeko, BewhY, Song Min-ho, Zico, DinDin, Seol Min-seok |
| 560             | 507             | November 19, 2016  | Hip Hop & History Special #2                         | Yang Se-hyung, Gaeko, BewhY, Song Min-ho, Zico, DinDin, Seol Min-seok, Kim Yeong-hyeon (screenwriter), Park Sang-yeon (screenwriter), Cho Jung-rae, Park Kyung-mok (museum director), Jun Chul-hong (screenwriter), Kim Eung-kyo (professor) |
| 561             | 508             | November 26, 2016  | Tears of the Polar Bear #1                           | Jo Jun-muk (PD), Kim Jin-man (PD), Janice Martin, Kevin Burke |
| 562             | 509             | December 3, 2016   | Tears of the Polar Bear #2                           | Kevin Burke |
| 562             | 509             | December 3, 2016   | Yoo Jae-suk's Sad Day                                | Yang Se-hyung |
| 562             | 509             | December 3, 2016   | Santa Academy #1                                     | Yang Se-hyung |
| 563             | 510             | December 10, 2016  | Santa Academy #2                                     | Yang Se-hyung |
| 564             | 511             | December 17, 2016  | Big Bang Special                                     | Yang Se-hyung, Big Bang |
| 564             | 511             | December 17, 2016  | Santa Academy #3                                     | Yang Se-hyung |
| 565             | 512             | December 24, 2016  | Santa Academy #4                                     | Yang Se-hyung |
| 565             | 512             | December 24, 2016  | Hip Hop & History Special #3                         | Dok2, Seol Min-seok |
| 566             | 513             | December 31, 2016  | Hip Hop & History Special #4                         | Yang Se-hyung, Dok2, Gaeko, BewhY, Song Min-ho, Zico, DinDin, Seol Min-seok, Oh Hyuk (Hyukoh), Mad Clown, Lee Hi, Kim Jong-wan (Nell) |

### 2017
| Mùa 4 (2017) | Mùa 4 (2017) | Mùa 4 (2017)        | Mùa 4 (2017)                             | Mùa 4 (2017) |
| #            | Tập #        | Ngày phát sóng      | Tóm tắt                                  | Khách mời/Ghi chú |
| ------------ | ------------ | ------------------- | ---------------------------------------- | --- |
| 567          | 514          | 7 tháng 1 năm 2017  | Dự án Daesang cho Jun-ha                 | Yang Se-hyung, Lee Kyung-kyu, Kim Jong-min, Shin Ji Song Eun-jeong (Jun-ha's stylist) xuất hiện ngắn, Choi Ja-young (MBC Every1 PD chính) (qua điện thoại) |
| 568          | 515          | 14 tháng 1 năm 2017 | Tên bạn là gì? #1                        | Yang Se-hyung, Kim Jong-min, Choi Min-yong, Jo Kwon |
| 569          | 516          | 21 tháng 1 năm 2017 | Tên bạn là gì? #2                        | Yang Se-hyung, Baek Chung-kang Short appearances by Kim Jong-min (qua điện thoại), Jackson Wang, Byul (qua điện thoại) |
| 570          | 517          | 18 tháng 2 năm 2017 | Huyền thoại #1: TOP 5 nhân vật xuất sắc  | Yang Se-hyung Infinite Challenge nghỉ 7 tuần để các thành viên có thời gian nghỉ ngơi đồng thời dành thời gian tổ sản xuất lập ra nhiều kế hoạch, dự án trong tương lai. Trong 4 tuần tiếp theo, MBC phát sóng 4 tập 'Huyền thoại' để nhìn lại những sự kiện nổi bật, các thành viên xem lại và bình luận về nó. TOP 5 các nhân vật này được bình chọn bởi khán giả. 1. "Myeong-su 12 tuổi" (tập 278, 279) 2. "Công ty Muhan" (2011-2013) "Chuyến dã ngoại" (tập 250) "Công ty Muhan cùng G-Dragon" (tập 297, 298) "Nhạc kịch Công ty Muhan" (tập 327, 332, 333) 3. "Sự quyến rũ của những bà thím" (tập 302) 4. "Cuộc tấn công bất ngờ của General Park" (tập 154) 4. "Quản lý Jung thanh toán hết!" (tập 231) |
| 571          | 518          | 25 tháng 2 năm 2017 | Huyền thoại #2: TOP 5 tập rượt đuổi      | Yang Se-hyung TOP 5 tập này cũng do khán giả bình chọn. 1. "Bắt lấy cái đuôi" (tập 169, 170) 2. "Chạy đua với túi tiền" (tập 110-112) 3. "Pimple Break" (tập 158, 159) 4. "Cả nhà cãi nhau" (tập 187, 188) 5. "Tập đặc biệt tốc độ" (tập 265, 267, 268) |
| 572          | 519          | 4 tháng 3 năm 2017  | Huyền thoại #3: TOP 5 giải trí thực tế   | Yang Se-hyung TOP 5 tập này cũng do khán giả bình chọn. 1. "Hoang đảo" (tập 59, 60) 2. "Thần giao cách cảm" (tập 220, 221; 2010) 3. "Có hay không" (tập 149, 150) 4. "Tình bạn băng giá" (tập 15-17) 5. "Ở nhà một mình" (tập 412) |
| 573          | 520          | 11 tháng 3 năm 2017 | Huyền thoại #4: TOP 10 tập hài hước nhất | Yang Se-hyung TOP 5 tập này cũng do khán giả bình chọn. 1. "Trồng lúa" (tập 56) 2. "Cùng làm Kimchi nào!" (tập 30) 3. "6 anh chị em" (tập 145) 4. "Tập đặc biệt nông dân" (tập 25) 5. Đánh đầu bóng nước (tập 6, tập 58) 6. "Tập đặc biệt ChunHyang" (tập 153) 7. "Anh em Waikiki" (tập 322, 323) 8. "Thử thách cầu lông" (tập 120) 9. "So Ji-sub trở lại" (tập 264) 10. "Tập đặc biệt Alaska" (tập 40) |
| 574          | 521          | 18 tháng 3 năm 2017 | Showdown! VS Hanamana #1                 | Sau khoảng thời gian làm khách mời thường xuyên, Yang Se-hyung đã được thêm vào phần mở đầu show; trở thành thành viên chính thức. |
| 575          | 522          | 25 tháng 3 năm 2017 | Showdown! VS Hanamana #2                 | Kim Kyung-ho, Park Wan-kyu, Ha Sang-wook, Kim Tae-jin (musician), Kim Tae-ho (Infinite Challenge PD) Vào cuối tập, Hwang Kwanghee chia tay mọi người để thực hiện nghĩa vụ quân sự. |
| 576          | 523          | 1 tháng 4 năm 2017  | Phòng khoá                               | Tập cuối Kwang-hee xuất hiện trước khi thực hiện nghĩa vụ quân sự. |
| 576          | 523          | 1 tháng 4 năm 2017  | Hội đồng nhân dân #1                     | 5 thành viên của Quốc hội Park Ju-min, Đảng Dân chủ Hàn Quốc Kim Hyun-ah, Đảng Tự do Hàn Quốc Lee Yong-ju, Đảng Nhân dân Hàn Quốc Oh Shin-hwan, Đảng Bareun Lee Jeong-mi, Đảng Tư pháp Hàn Quốc |